# Liste des épisodes de One Piece (Saga Pays des Wa)
 (août 2025).
 (août 2025).
Si vous disposez d'ouvrages ou d'articles de référence ou si vous connaissez des sites web de qualité traitant du thème abordé ici, merci de compléter l'article en donnant les références utiles à sa vérifiabilité et en les liant à la section « Notes et références ».
Chronologie
Île Tougato Finale
Cet article liste les épisodes de la saga Pays des Wa de One Piece.

## Générique
Six génériques ont été utilisés lors de la saga Pays des Wa :
- Super Powers de V6 (épisodes 890 et 891)
- OVER THE TOP de Hiroshi Kitadani (épisodes 892 à 934, version spéciale sur les épisodes 895 et 896 à l'occasion de la sortie du film One Piece: Stampede au Japon)
- DREAMIN' ON de Da-iCE (épisodes 935 à 975 pour la première version et épisodes 976 à 999, puis épisodes 1001 à 1004 pour la deuxième version)
- We Are ! de Hiroshi Kitadani (version spéciale sur l'épisode 1000)
- PAINT de I Don't Like Mondays. (épisodes 1005 à 1073)
- Saiko Totatsuten de Sekai no Owari (épisodes 1074 à 1085)

## Saison 20

### ArcPays des Wa(1repartie)
| No | Titre français                                             | Titre japonais               | Titre japonais                             | Date de 1re diffusion |
| No | Titre français                                             | Kanji                        | Rōmaji                                     | Date de 1re diffusion |
| --- | ---------------------------------------------------------- | ---------------------------- | ------------------------------------------ | --------------------- |
| 890 | Marco. Le gardien du souvenir !                            | マルコ! 白ひげの形見の守護者 | Maruko! Shirohige no Katami no Shugosha    | 23 juin 2019          |
| Chavipère et les Guardians arrivent sur l'île natale de Barbe Blanche où se trouve Marco qui travaille en tant que docteur. Le seigneur nocturne et l'ancien capitaine de la 1re flotte de Barbe Blanche discutent à propos de Barbe Blanche et de la raison pour laquelle il ne peut pas partir. [Chapitre 909] |                                                            |                              |                                            |                       |
| 891 | La remontée de la cascade. À l'assaut de Wano !            | 滝登り! ワノ国の海域大航海!  | Takinobori! Wano Kuni no Kaiiki Dai-kōkai! | 30 juin 2019          |
| Après s'être informés sur la Rêverie, le groupe de Luffy finit par arriver dans les eaux troubles entourant le pays des Wa. Luffy attrape une carpe et grâce à elle, le Thousand Sunny remonte la cascade symbolisant l'entrée du pays. Seulement, en haut de la cascade, le navire est aspiré par un maelström. [Chapitre 910]                                                                                        |                                                            |                              |                                            |                       |
| 892 | Le pays de Wano. Samouraïs et fleurs de cerisiers !        | ワノ国! 桜舞うサムライの国へ | Wano Kuni! Sakura Mau Samurai no Kuni e    | 7 juillet 2019        |
| Zoro, Usopp, Robin et Franky ont réussi à s'infiltrer incognito dans la capitale du pays des Wa. Une nuit, Zoro est arrêté et accusé à tort de meurtres en série et le lendemain, il doit se faire seppuku. Cependant, il déduit que le magistrat est le vrai coupable et il le tranche ainsi que tous les autres samouraïs. Pendant ce temps, Luffy et le Thousand Sunny ont échoué sur une plage. [Chapitre 909-910] |                                                            |                              |                                            |                       |
| 893 | O-Tama entre en scène. Luffy contre les troupes de Kaido ! | お玉登場 ルフィVSカイドウ軍! | O-Tama Tōjō - Rufi tai Kaidō-gun!          | 14 juillet 2019       |
| Après que Zoro a vaincu tous les samouraïs, il devient un homme recherché. Sur la plage de Kuri, Luffy délivre une jeune fille nommée Tama de deux hommes de Kaido. [Chapitre 910-911] |                                                            |                              |                                            |                       |
| 894 | Je reviendrai. La légende de Ace à Wano !                  | 必ず来る ワノ国のエース伝説! | Kanarazu Kuru - Wano Kuni no Ēsu Densetsu! | 21 juillet 2019       |
| Tama amène Luffy chez elle et lui offre du riz. Seulement, pour faire passer sa faim, elle boit de la rivière qui est polluée à cause des usines de Kaido. Souffrante, elle révèle qu'Ace, venu au pays des Wa quelques années plus tôt, lui avait promis de revenir, mais Luffy lui apprend sa mort lors de la guerre au sommet. [Chapitre 911-912]                                                                   |                                                            |                              |                                            |                       |

### ArcGuilde de Cidre
| No       | Titre français                                                           | Titre japonais                 | Titre japonais                               | Date de 1re diffusion |
| No       | Titre français                                                           | Kanji                          | Rōmaji                                       | Date de 1re diffusion |
| -------- | ------------------------------------------------------------------------ | ------------------------------ | -------------------------------------------- | --------------------- |
| 895      | Chapitre inédit. Cidre, le terrible chasseur de primes !                 | 特別編! 最強の賞金狩りシードル | Tokubetsu-hen! Saikyō no Shōkin-gari Shīdoru | 28 juillet 2019       |
| [Filler] |                                                                          |                                |                                              |                       |
| 896      | Chapitre inédit. Fin du combat : Luffy contre le roi du gaz carbonique ! | 特別編！ ルフィvs炭酸王        | Tokubetsu-hen! Rufi vs tansan-ō              | 4 août 2019           |
| [Filler] |                                                                          |                                |                                              |                       |
| F14      | One Piece: Stampede                                                      |                                |                                              | 9 août 2019           |

### ArcPays des Wa(2epartie)
| No | Titre français                                                           | Titre japonais                                     | Titre japonais                                                     | Date de 1re diffusion |
| No | Titre français                                                           | Kanji                                              | Rōmaji                                                             | Date de 1re diffusion |
| --- | ------------------------------------------------------------------------ | -------------------------------------------------- | ------------------------------------------------------------------ | --------------------- |
| 897 | Il faut sauver O-Tama. Cavalcade à travers les friches !                 | お玉救え 麦わら荒野を駆ける!                       | O-Tama Sukue - Mugiwara Kōya o Kakeru!                             | 11 août 2019          |
| Luffy décide d'emmener Tama chez un médecin. En traversant les terres désertés, il croise Zoro qui aidait une femme poursuivie par l'équipage des cent bêtes. Néanmoins, après leurs retrouvailles, Hawkins et ses hommes se confrontent à eux. [Chapitre 912] |                                                                          |                                                    |                                                                    |                       |
| 898 | La vedette. Hawkins le magicien abat ses cartes !                        | 真打ち！ 魔術師ホーキンス登場                      | Shin'uchi！ Majutsu-shi Hōkinsu Tōjō                               | 18 août 2019          |
| Luffy et Zoro combattent les hommes d'Hawkins et ce dernier utilise les pouvoirs du fruit de la paille. Alors qu'ils décident de battre en retraite en voyant l'état de Tama se dégrader, Hawkins décide de poursuivre les deux pirates. [Chapitre 913] |                                                                          |                                                    |                                                                    |                       |
| 899 | Le spectre de la défaite. Attaque du géant de paille !                   | 敗北確定 ストローマンの猛攻！                      | Haiboku Kakutei - Sutorō Man no Mōkō!                              | 25 août 2019          |
| Hawkins poursuit Luffy et Zoro avec son homme de paille mais ce dernier réussit à vaincre son entité et ils s'échappent avec succès. Tsuru, restée cachée pendant le combat, se révèle et les invite au village des restes pour soigner Tama. [Chapitre 913] |                                                                          |                                                    |                                                                    |                       |
| 900 | Le plus beau jour de sa vie. O-Tama et la soupe de haricot rouge !       | 最高の日 お玉初めてのおしるこ                      | Saikō no Hi - O-Tama Hajimete no O-shiruko                         | 1er septembre 2019    |
| Tsuru réussit à soigner Tama et lui offre à manger pour son anniversaire. Alors que Tsuru révèle des informations sur le pays des Wa et sur Orochi, Batman l'attaque car elle a mal parlé du shogun. Luffy et Zoro réussissent à la défendre mais Gazelleman réussit à enlever Tama. [Chapitre 914] |                                                                          |                                                    |                                                                    |                       |
| 901 | Irruption en territoire ennemi. Bakura, la ville des fonctionnaires !    | 敵陣突入 役人はびこる博羅町!                       | Tekijin Totsunyū - Yakunin Habikoru Bakura-chō!                    | 8 septembre 2019      |
| Gazelleman emmène Tama à Bakura, mais il est poursuivi par Luffy, Zoro et Kiku. Le Gifter parvient jusqu'à la maison d'Holdem, vedette de l'équipage des cent bêtes et ayant mangé un SMILE de lion, puis ce dernier décide d'arracher les joues de la petite kunoichi avec des pinces afin de découvrir son pouvoir. Pendant ce temps, Luffy, Zoro et Kiku arrivent à Bakura et ils sont repérés par l'équipage du Heart. [Chapitre 914-915] |                                                                          |                                                    |                                                                    |                       |
| 902 | Le combat du yokozuna. L'invincible Urashima contre fleurette à O-Kiku ! | 横綱登場 お菊狙う無敵の浦島!                       | Yokozuna Tōjō - O-Kiku Nerau Muteki no Urashima!                   | 15 septembre 2019     |
| Luffy, Zoro et Kiku arrivent à Bakura pour sauver Tama et ils trouvent un tournoi de sumo où participe le yokozuna Urashima. Ce dernier tente de séduire Kiku, mais elle le rejette en lui coupant le chignon. Urashima tente de se venger en l'attaquant, mais Luffy intercepte sa paume. [Chapitre 915-916] |                                                                          |                                                    |                                                                    |                       |
| 903 | Combat de sumo. Luffy affronte le yokozuna !                             | 相撲決戦 麦わらVS最強の横綱!                       | Sumō Kessen - Mugiwara tai Saikyō no Yokozuna!                     | 22 septembre 2019     |
| Luffy se bat contre Urashima dans un match de sumo, puis le pirate bat le yokozuna et l'envoie jusqu'à la maison d'Holdem où ce dernier était en train d'arracher les joues de Tama. [Chapitre 916] |                                                                          |                                                    |                                                                    |                       |
| 904 | La colère de Luffy. À la rescousse d'O-Tama !                            | ルフィ激怒 ピンチのお玉を救え!                     | Rufi Gekido - Pinchi no O-Tama o Sukue!                            | 29 septembre 2019     |
| Luffy, Zoro et Kiku se battent contre l'équipage des cent bêtes jusqu'à ce qu'Holdem arrive en tenant Tama en otage. Pendant ce temps, Law et Hawkins arrivent à Bakura et Speed, vedette de l'équipage des cent bêtes, récupère l'arche d'abondance. [Chapitre 916-917] |                                                                          |                                                    |                                                                    |                       |
| 905 | Libérons O-Tama. L'affrontement contre Holdem !                          | お玉争奪 激闘！ホームデム戦！                      | Otama Sōdatsu Gekitō! Hōmudemu-sen!                                | 6 octobre 2019        |
| Hawkins et Law, cachant son identité, se rencontrent à l'entrée de Bakura. Au centre-ville, Holdem ordonne à Luffy, Zoro et Kiku, croyant qu'il s'agit des aillés de Shutenmaru, de se rendre afin qu'il laisse Tama saine et sauve. Alors qu'il apprend que Jack est vivant et qu'il est la vraie menace sur Kuri, Luffy décide tout de même de sauver Tama en frappant Kamijiro et en se battant contre Holdem. Pendant ce temps, Zoro et Kiku réussissent à s'emparer de l'arche d'abondance de Speed. Tama révèle à Luffy ce que lui a fait subir Holdem et le jeune pirate décide de frapper ce dernier avec un Gum Gum Red Hawk. [Chapitre 917] |                                                                          |                                                    |                                                                    |                       |
| 906 | Le duel. Magicien contre chirurgien de la mort !                         | 一騎打ち 魔術師と死の外科医!                       | Ikkiuchi - Majutsushi to Shi no Gekai!                             | 13 octobre 2019       |
| Après avoir vaincu Holdem, Luffy s'enfuit avec Tama. Pendant la fuite, ils attrapent Speed et la kunoichi l'apprivoise puis ils rattrapent Zoro, Kiku et l'arche d'abondance. Pendant ce temps, Hawkins et Law se battent mais leur duel s'arrête lorsque l'arche d'abondance arrive, puis ce dernier réprimande Zoro pour ses actions. [Chapitre 918] |                                                                          |                                                    |                                                                    |                       |
| 907 | Épisode spécial 20ème anniversaire. Romance Dawn !                       | ２０周年！ 特別編ロマンスドーン                    | Nijusshūnen! - Tokubetsu-hen Romansu Dōn                           | 20 octobre 2019       |
| 908 | L'arche d'abondance. La générosité de Luffytaro !                        | 宝船到来 ルフィ太郎の恩返し！                      | Takarabune Tōrai - Rufitarō no Ongaeshi!                           | 27 octobre 2019       |
| Luffy et son groupe apportent les vivres au village des restes ainsi que de l'eau potable. Après le départ de Tama et de Speed mais aussi les remerciements des villageois, Law emmène Luffy et son groupe au château d'Oden afin de lui révéler la vérité sur le pays des Wa. [Chapitre 918-919] |                                                                          |                                                    |                                                                    |                       |
| 909 | Mystérieuses pierres tombales. Retrouvailles au château !                | 謎の墓標 おでん城跡での再会!                       | Nazo no Bohyō - Oden-jō Ato de no Saikai!                          | 10 novembre 2019      |
| Alors qu'ils se rendent au château d'Oden, Zoro se sépare du groupe pour combattre un tigre. Luffy, Law et Kiku arrivent aux ruines du château d'Oden et après avoir vu les tombes de la famille Kozuki et de ses servants, Luffy retrouve Kinémon, Momonosuké, Sanji, Nami, Brook, Chopper et Carrot. Une fois à l'intérieur des ruines du château d'Oden, Kinémon révèle que Momonosuké, Kiku, Raizo, Kanjuro et lui-même sont venus de 20 ans dans le passé, choquant Luffy et ses amis. [Chapitre 919] |                                                                          |                                                    |                                                                    |                       |
| 910 | Samouraï légendaire. L'homme qui éblouit Roger !                         | 伝説の侍 ロジャーが惚れた男!                       | Densetsu no Samurai - Rojā ga Horeta Otoko!                        | 17 novembre 2019      |
| Kinémon explique au groupe de Luffy le passé du pays des Wa, notamment lorsque Oden Kozuki a remis de l'ordre dans la région de Kuri, la prise de contrôle du pays par Kaido et Orochi et lorsque Toki Kozuki, la femme d'Oden, a envoyé Kinémon, Momonosuké, Kiku, Raizo et Kanjuro dans le futur. [Chapitre 920] |                                                                          |                                                    |                                                                    |                       |
| 911 | Détrôner l'empereur. Une opération secrète est lancée !                  | 打倒四皇 極秘討ち入り作戦発動                      | Datō Yonkō - Gokuhi Uchiiri Sakusen Hatsudō                        | 24 novembre 2019      |
| Kinémon continue son récit en expliquant qu'il reste des alliés à la famille Kozuki au pays des Wa, 20 ans après sa chute. Il détaille ensuite le plan en assignant des tâches à chacun et en révélant que la bataille finale aura lieu deux semaines plus tard sur Onigashima, île près du pays des Wa où réside Kaido et l'équipage des cent bêtes. [Chapitre 920-921] |                                                                          |                                                    |                                                                    |                       |
| 912 | Le plus fort. Shutenmaru, chef des brigands !                            | 最強の男 盗賊団棟梁・酒天丸!                       | Saikyō no Otoko - Tōzoku-dan Tōryō Shutenmaru!                     | 1er décembre 2019     |
| Au village des restes, Shutenmaru, le chef des voleurs, arrive pour voler la nourriture qu'avait donnée Luffy peu de temps avant. Au même moment, la superstar Jack de l'équipage des cent bêtes débarque puis engage un combat contre le brigand après que celui-ci a refusé son offre d'intégrer l'équipage. Cependant, Kaido, transformé en dragon azur, arrive en personne dans le ciel de Kuri afin de chercher Luffy et Law, ce qui choqua toute la région. [Chapitre 921-922] |                                                                          |                                                    |                                                                    |                       |
| 913 | L'équipage décimé. Le souffle ardent de Kaido !                          | 全員消滅 カイドウ怒りのボロブレス！                | Zen'in Shōmetsu - Kaidō Ikari no Boro Buresu!                      | 8 décembre 2019       |
| Kaido, ivre, vole au-dessus du village des restes et menace Shutenmaru ainsi que tous les habitants. Luffy, Law, Kinémon et Kiku décident d'aller les sauver mais après qu'Hawkins est révélé à Kaido, sans le savoir, que ses ennemis se trouvaient au château d'Oden, il s'y dirigea et détruit les ruines de l'édifice en une seule attaque. [Chapitre 922] |                                                                          |                                                    |                                                                    |                       |
| 914 | L'heure du choc est arrivée. Luffy, enragé, contre Kaido !               | 遂に激突 猛攻ルフィVSカイドウ                      | Tsuini Gekitotsu - Mōkō Rufi tai Kaidō                             | 15 décembre 2019      |
| Après la destruction du château d'Oden et sans savoir si ses amis ont survécu, Luffy attaqua Kaido avec un Gum Gum Elephant Gun et le fit s'écraser sur le sol. Malgré la tentative de raisonnement de Law, et après avoir appris que l'Empereur avait attaqué Tama et Speed, le jeune pirate s'engage dans un féroce combat contre le dragon. [Chapitre 922-923] |                                                                          |                                                    |                                                                    |                       |
| 915 | Destruction. Le Grondement du tonnerre divin !                           | 破壊的！一撃必殺の雷鳴八卦！                       | Hakai-teki! Ichigeki Hissatsu no Raimei Hakke!                     | 22 décembre 2019      |
| Après avoir frappé Kaido avec des attaques en Gear Third, ce dernier revient dans sa forme humaine tandis que Luffy utilisa le Gear Fourth - Bound Man. Il frappa de multiples fois son ennemi sous cette forme mais il ne subit aucun dégât. Kaido frappa alors Luffy avec son kanabō, mettant ce dernier hors d'état de nuire. [Chapitre 923-924] |                                                                          |                                                    |                                                                    |                       |
| 916 | L'enfer sous terre. Luffy et l'ignominie minière !                       | 生き地獄！ルフィ屈辱の大探掘場                     | Iki-jigoku! Rufi Kutsujoku no Dai Tankutsu-jō                      | 5 janvier 2020        |
| Après sa défaite, Luffy est emprisonné dans la prison située dans la région d'Udon, alors que Law s'est échappé et que Kaido est retourné sur Onigashima. Kiku est soulagée en voyant que le groupe resté au château d'Oden a survécu à l'attaque de l'Empereur, alors que Caborage et les minks trouvent Tama blessée mais encore en vie. Le lendemain, Franky, Robin, Usopp et Zoro apprennent que Luffy a combattu Kaido dans le journal alors que pendant ce temps, leur capitaine arrive dans la prison d'Udon et y retrouve Kidd. [Chapitre 924] |                                                                          |                                                    |                                                                    |                       |
| 917 | Grabuge en Terre Sainte. L'empereur Barbe Noire n'a peur de rien !       | 聖地激動 不敵に笑う四皇黒ひげ                      | Seichi Gekidō - Futeki ni Warau Yonkō Kurohige                     | 12 janvier 2020       |
| Perona apprend dans le journal que Gecko Moria est vivant et elle se prépare ensuite à partir le rechercher pendant que Mihawk s'inquiète des débats ayant lieu à la Rêverie actuellement. Pendant ce temps, Moria et son armée de zombies attaque l'équipage de Barbe Noire pour trouver Absalom mais après avoir été trompé par Catarina Devon, il apprend que son camarade a été tué puis que son fruit du démon a été acquis par Shiliew. Alors que Moria était en colère, Barbe Noire lui proposa de rejoindre ses rangs avant les futures batailles pour le trône, révélant au passage que l'Armée Révolutionnaire a attaqué les amiraux Fujitora et Ryugyuku à Marie-Joie en essayant de récupérer Kuma, mais aussi que Big Mom était en route pour le Pays des Wa afin de tuer Luffy.[Chapitre 925] |                                                                          |                                                    |                                                                    |                       |
| 918 | En avant. Un complot pour renverser Kaido !                              | 動き出す 打倒カイドウ大計画！                      | Ugokidasu - Datō Kaidō Daikeikaku!                                 | 19 janvier 2020       |
| Caborage se bat contre Ashura Doji, refusant de rentrer dans la rébellion, mais le combat fut stoppé par Kinémon qui se promet de le faire revenir avec eux. Au village d'Amigasa, Tama a survécu à ses blessures mais elle s'inquiète pour Luffy et Speed. Pendant ce temps, à la Capitale des fleurs, Sanji cuisine des nouilles afin de recruter des alliés, Usopp cherche les alliés de la famille Kozuki qui ont un symbole sur la cheville tandis que Nami et Shinobu entament une mission d'espionnage concernant les armes. Sur Onigashima, Jack est réprimandé par King et Queen après la sauvetage échoué de Doflamingo et l'incident de Kuri. [Chapitre 925-926] |                                                                          |                                                    |                                                                    |                       |
| 919 | Remue-ménage. Les prisonniers, Luffy et Kidd !                           | 大暴れ！ 囚人ルフィとキッド！                      | Dai Abare！ Shūjin Rufi to Kiddo！                                 | 26 janvier 2020       |
| À la Capitale des fleurs, Nami et Shinobu terminent leur mission d'espionnage tandis que le stand de nouilles de Sanji attirent de plus en plus de femmes. Pendant ce temps, à la prison d'Udon, Luffy et Kidd continuent de travailler afin de recevoir beaucoup de nourriture mais cela énerva la vedette Plouf qui les attaqua, mais il fut vaincu rapidement par les deux supernovas. [Chapitre 926] |                                                                          |                                                    |                                                                    |                       |
| 920 | Un succès fou. Les nouilles spéciales à la Sanji !                       | 大評判！ サンジの十八番そば！                      | Dai Hyōban! Sanji no Ohako Soba！                                  | 2 février 2020        |
| Alors que les nouilles de Sanji, accompagné par Usopp, Robin et Franky, sont plébiscitées par la population, son stand est attaqué par la famille Kyoshiro, un gang de yakuzas. Néanmoins, ils sont vaincus par Sanji et Franky. Ils font ensuite la connaissance d'O-Toko, une jeune fille travaillant au service de Komurasaki, la grande courtisane du pays. Ils apprennent ensuite que la banquet du shogun Orochi est sur le point de commencer et où Komurasaki et Robin sont conviées. [Chapitre 927-928] |                                                                          |                                                    |                                                                    |                       |
| 921 | Somptueuse et éblouissante. Komurasaki, courtisane de Wano !             | 豪華絢爛 ワノ国一の美女・小紫                      | Gōka Kenran - Wano Kuni Ichi no Bijo: Komurasaki                   | 9 février 2020        |
| À la Capitale des fleurs, La foule se réunit autour de Komurasaki, la grande courtisane du pays, qui se dirige vers le château d'Orochi pour participer au banquet. Néanmoins, elle est attaquée par des hommes qui l'accusent de leur avoir extorqué leurs biens, mais ces derniers sont exclus de la capitale par les gardes. Pendant ce temps, Kyoshiro demande à ses hommes de contacter Queen afin qu'il envoie des assassins pourchasser Sanji, et le shogun Orochi se prépare pour le banquet. [Chapitre 927-928] |                                                                          |                                                    |                                                                    |                       |
| 922 | Yakuzas et samouraïs. Le voyage de Zoro et Tonoyasu !                    | 任侠伝! ゾロとトの康二人旅!                        | Ninkyō Den! Zoro to Tonoyasu Futari-tabi!                          | 16 février 2020       |
| Zoro et Tonoyasu jouent à des jeux d'argent et après avoir découvert que ses adversaires trichaient, l'épéiste détruit le bâtiment. Les deux compères se dirigent ensuite vers le village d'Ebisu. Pendant ce temps, l'alliance continue de préparer la bataille finale avec Wanda et Carrot qui volent des provisions dans les usines et Franky qui recherche les plans de la demeure de Kaido. Dans son château, Orochi négocie avec le CP-0. [Chapitre 928-929] |                                                                          |                                                    |                                                                    |                       |
| 923 | Urgence. Big Mom en approche !                                           | 緊急事態 ビッグ・マム大接近！                      | Kinkyū Jitai - Biggu Mamu Dai Sekkin！                             | 23 février 2020       |
| Le banquet du shogun Orochi commence ainsi que la mission d'espionnage de Robin. Nami, Shinobu et Brook se sont aussi introduits dans le château afin d'accomplir leur mission. À la Capitale des fleurs, Sanji se retrouve pourchassé par X-Drake, et Page One, deux des "Tobi Roppo" de l'équipage des cent bêtes, ainsi que par Basil Hawkins qui recherche Law. À Udon, Kidd explique la raison de la perte de son bras à Luffy et Caribou. Pendant ce temps, dans les mers autour du pays des Wa, l'équipage de Big Mom s'apprête à débarquer afin de tuer Luffy, mais Kaido ordonne à ses hommes de couler leur navire. [Chapitre 929-930] |                                                                          |                                                    |                                                                    |                       |
| 924 | La capitale en émoi. Un nouveau tueur menace Sanji !                     | 都騒然！サンジ狙う新たな刺客                       | Miyako Sōzen! Sanji nerau Arata na Shikaku                         | 15 mars 2020          |
| L'équipage de Big Mom réussit à briser toutes les défense de l'équipage des cent bêtes autour du pays des Wa et ils commencent à remonter la cascade, mais King, transformé en ptéranodon, arrive et fait tomber le Queen Mamma Chanteur du haut de la cascade, ce qui fit tomber à l'eau Big Mom. Pendant ce temps, à la Capitale des fleurs, Page One attaque tous les restaurants qui offre des nouilles afin de rechercher Sanji, mais ce dernier finit par attaquer le "Tobi Roppo" lorsqu'il entendit des habitants l'appeler à l'aide. Malgré les appels de Law qui lui conseillait de fuir, craignant l'arrivée de Drake et d'Hawkins, Sanji décide de se battre en utilisant son Raid Suit. [Chapitre 930] |                                                                          |                                                    |                                                                    |                       |
| 925 | Un fier guerrier. O-Soba Mask, le justicier masqué !                     | 大活躍! 正義のおそばマスク!                        | Dai-Katsuyaku! Seigi no O-Soba Masuku!                             | 22 mars 2020          |
| Sanji enfile son Raid Suit afin d'affronter Page One mais même avec ses puissantes capacités, il est contraint d'enfuir sans avoir terrassé le "Tobi Roppo". Pendant ce temps, au château d'Orochi, Robin est encerclée par les espions du shogun alors qu'elle tentait de trouver des informations. [Chapitre 931] |                                                                          |                                                    |                                                                    |                       |
| 926 | Une situation périlleuse. Les cruels soldats de l'ombre d'Orochi !       | 絶体絶命 脅威のオロチお庭番衆                      | Zettai Zetsumei - Kyōi no Orochi Oniwabanshū                       | 29 mars 2020          |
| Robin réussit à échapper aux espions d'Orochi grâce à son fruit du démon et elle se cache dans la salle du banquet où se trouve Orochi. Pendant ce temps, à la plage de Kuri, Chopper, Momonosuké, Tama et Kiku trouvent une Big Mom échouée et amnésique après sa confrontation avec King. [Chapitre 931-932] |                                                                          |                                                    |                                                                    |                       |
| 927 | Un banquet infernal. Orochi, le monstre à écailles, se met en colère !   | 修羅場! 怒れる大蛇 将軍オロチ                      | Shuraba! Ikareru Daija Shōgun Orochi                               | 5 avril 2020          |
| Sur la plage de Kuri, Chopper donne un faux nom à Big Mom afin qu'elle ne recouvre pas ses souvenirs. Au château d'Orochi, alors que le shogun s'effraie devant ses invités de l'éventuel retour des fourreaux rouges, Toko éclate de rire sans le vouloir, ce qui enrage Orochi. Alors que ce dernier tente de s'en prendre à la petite fille, Komurasaki intervient et le gifle. Alors qu'elle refuse de s'excuser pour son action, Orochi se transforme en dragon à huit têtes et se déchaîne dans son château. Pendant ce temps, Robin tente de s'enfuir avec Toko mais elle est à nouveau poursuivie par les espions du shogun. [Chapitre 932-933] |                                                                          |                                                    |                                                                    |                       |
| 928 | La fleur fanée. La fin de la beauté de Wano !                            | 花散る! ワノ国一の美女の最期                       | Hana Chiru! Wano Kuni Ichi no Bijo no Saigo                        | 12 avril 2020         |
| Au château d'Orochi, le shogun lâche sa rage sur Komurasaki pendant que Robin protège Toko des espions d'Orochi, aidée par Nami, Brook et Shinobu. Après qu'Orochi eut lâché Komurasaki et se fut déchaîné dans la salle, Kyoshiro apparut devant le courtisane et la trancha d'un seul coup, la tuant et provoquant un choc parmi toutes les personnes présentes. Orochi, qui mit la responsabilité de tous les événements sur Toko, poursuit Robin qui continua à la protéger mais Nami arrêta le shogun avec Zeus, puis le groupe s'échappa grâce à Shinobu. Le lendemain, au village des restes de Kuri, Chopper, Momonosuké, Tama et Kiku décident d'aller à Udon afin de sauver Luffy et ils réussissent à convaincre Big Mom, toujours amnésique, de les accompagner. [Chapitre 933] |                                                                          |                                                    |                                                                    |                       |
| 929 | L'amitié derrière les barreaux. Luffy et le vieux Hyo !                  | 囚人の絆 ルフィとヒョウしい!                       | Shūjin no Kizuna - Rufi to Hyōjii!                                 | 19 avril 2020         |
| À Ringo, Kanjuro se réunit avec Nami, Robin, Brook et Shinobu dans le cimetière et font un point sur la situation. Au village d'Ebisu, Sanji, Usopp, Franky et Law apprennent la mort de Komurasaki dans les journaux mais aussi que Kidd s'est échappé de la prison d'Udon, endroit où se dirigent Chopper, Momonosuké, Tama, Kiku et Big Mom. Pendant ce temps, à Udon, Papi Hyo décide de faire usage des tickets offerts par Luffy mais la vedette Trouduc tourmenta le vieil homme après avoir compris qu'on lui avait fait don des tickets. [Chapitre 934] Cet épisode est le dernier diffusé au Japon avant le hiatus dû à la pandémie de Covid-19. |                                                                          |                                                    |                                                                    |                       |
| 930 | Une superstar entre en scène. Queen la pandémie !                        | 大看板! 疫災のクイーン現る!                        | Ōkanban! Ekisai no Kuīn Arawaru!                                   | 28 juin 2020          |
| À Udon, Luffy frappa Trouduc afin de sauver Papi Hyo, connu auparavant sous le nom de Hyogoro de la fleur, de son exécution. Alors que les gardes tentaient de tuer le jeune pirate après qu'il eut transgressé la règle interdisant de frapper un garde, la superstar Queen arriva à la prison. Pendant que ce dernier faisait son show devant l'équipage des cent bêtes, Luffy et Hyogoro ont commencé à escalader le mur afin de s'échapper. [Chapitre 934-935] Cet épisode est le premier diffusé au Japon après le hiatus dû à la pandémie de Covid-19. |                                                                          |                                                    |                                                                    |                       |
| 931 | À l'assaut de la muraille. Luffy tente de s'échapper !                   | よじ登れ ルフィ決死の逃走劇!                       | Yojinobore - Rufi Kesshi no Tōsō-geki!                             | 5 juillet 2020        |
| Alors que Luffy et Hyogoro tentaient de s'échapper de la prison d'Udon, ils sont rattrapés par les gardiens et condamnés à mort. Après que Luffy eut refusé la proposition de Queen de rejoindre l'équipage des cent bêtes, ce dernier décida de les exécuter avec le Sumo Inferno. Au même moment, Raizo retrouve son vieil ami Kawamatsu emprisonné dans une cage. Pendant ce temps, dans les bains publics de la capitale des fleurs, Nami, Robin et Shinobu évoquent le nom de Hyogoro en disant qu'il serait un allié précieux dans la guerre à venir. [Chapitre 935-936] |                                                                          |                                                    |                                                                    |                       |
| 932 | Vivre ou mourir. Le Sumo Inferno de Queen !                              | 生か死か クイーンの大相撲地獄                      | Sei ka Shi ka - Kuīn no Ōzumō Inferuno                             | 12 juillet 2020       |
| À Udon, le Sumo Inferno commence mais Luffy bat facilement les Waiters et Pleasures qui se présentent devant lui. Dans les bains publics de la capitale des fleurs, Drake et Hawkins débarquent afin d'arrêter toutes les personnes portant un tatouage sur la cheville, symbole d'affiliation avec le clan Kozuki. Lorsqu'Hawkins s'attaqua à Robin, Shinobu et Nami, Sanji révèle qu'il était caché dans les bains après avoir vue cette dernière nue. Néanmoins, il parvient à s'échapper avec ces trois alliées après une brève rixe avec les deux vedettes de l'équipage des cent bêtes. Pendant ce temps, à Ringo, Zoro se confronte à Gyukimaru qui lui a volé son sabre Shusui. [Chapitre 936] |                                                                          |                                                    |                                                                    |                       |
| 933 | Gyukimaru. Duel sur le pont des détrousseurs !                           | 牛鬼丸! ゾロおいはぎ橋の決闘                       | Gyūkimaru! Zoro Oihagi-bashi no Kettō                              | 19 juillet 2020       |
| À Udon, le Sumo Inferno continue et Luffy bat facilement les Gifters qui se présentent devant lui. Pendant ce temps, à Ringo, Zoro se bat contre Gyukimaru afin de récupérer Shusui mais le duel est interrompu lorsqu'une femme et Toko arrivent, pourchassées par un assassin nommé Kamazo. Zoro se confronte à ce dernier après avoir accepté la demande de protection de la mystérieuse femme. [Chapitre 937] |                                                                          |                                                    |                                                                    |                       |
| 934 | Retournement de situation. Le troisième sabre au-delà des limites !      | 大逆転! 死線を越えた三刀流!                        | Dai-gyakuten! Shisen o Koeta Santōryū                              | 26 juillet 2020       |
| À Udon, le Sumo Inferno continue et Luffy continue de battre les Gifters qui se présentent devant lui. À la capitale des fleurs, les alliés du clan Kozuki sont arrêtés et emprisonnés, et au village d'Ebisu, Law décide d'aller sauver son équipage après une altercation avec Shinobu. Pendant ce temps, à Ringo, Zoro se bat contre Kamazo mais ce dernier parvient à blesser le pirate à la suite d'une interaction de Gyukimaru. Néanmoins, Zoro tourne cette blessure à son avantage en prenant l'arme de Kamazo afin de le battre en utilisant une technique à trois sabres. [Chapitre 937-938] |                                                                          |                                                    |                                                                    |                       |
| 935 | Zoro stupéfait. Révélations sur la beauté de Wano !                      | ゾロ驚愕 衝撃! 謎の美女の正体                      | Zoro Kyōgaku - Shōgeki! Nazo no Bijo no Shōtai                     | 2 août 2020           |
| À Udon, le Sumo Inferno continue et Luffy essaie d'utiliser le fluide offensif avancé lorsqu'il se confronte à Alpagaman et Tatouman. Pendant ce temps, à Ringo, Zoro est soignée par la mystérieuse femme qu'il a sauvé et elle lui révèle qu'elle est Hiyori Kozuki, la sœur de Momonosuké. [Chapitre 938-939] |                                                                          |                                                    |                                                                    |                       |
| 936 | Un coup à prendre. Le Courant, le Fluide de Wano !                       | 会得せよ ワノ国の覇気・流桜!                       | Etoku Seyo - Wano Kuni no Haki, Ryūō!                              | 9 août 2020           |
| À Ringo, après qu'Hiyori a révélé son identité à Zoro, elle explique certains aspects de son passé dont la protection que lui fournissait Kawamatsu après la mort d'Oden et de Toki. Pendant ce temps, à Udon, le Sumo Inferno continue et Hyogoro révèle qu'il sait utiliser le fluide offensif avancé en battant Alpagaman, appelé le Courant au pays des Wa, et propose à Luffy de l'aider à apprendre cette technique. [Chapitre 939-940] |                                                                          |                                                    |                                                                    |                       |
| 937 | Tonoyasu. La coqueluche d'Ebisu !                                        | トの康！えびす町一の人気者！                       | Tonoyasu! Ebisu-chō ichi no Ninkimono!                             | 16 août 2020          |
| À Udon, le Sumo Inferno continue et Luffy essaie d'utiliser le fluide offensif avancé avec l'aide de Hyogoro. Néanmoins, les matchs sont interrompus par la nuit et les deux condamnés réussissent à parler avec Raizo et Caribou de la rébellion à venir dans la prison. De plus, Caribou offre à Luffy et Hyogoro la soupe de Queen qu'il avait réussi à voler, alors qu'à l'extérieur de la prison, Big Mom, Kiku, Chopper, Momonosuké et Tama s'en approchent. Pendant ce temps, au village d'Ebisu, Tonoyasu s'adresse à Kanjuro et Shinobu mais ils n'arrivent pas à se souvenir de lui et la nuit tombée, il est arrêté à la capitale des fleurs. [Chapitre 940] |                                                                          |                                                    |                                                                    |                       |
| 938 | La rumeur se répand. L'identité du voleur au grand cœur !                | 衝撃走る 義賊丑三つ小僧の正体                      | Shōgeki Hashiru - Gizoku Ushimitsu Kozō no Shōtai                  | 23 août 2020          |
| À la capitale des fleurs, Tonoyasu est condamné à mort après qu'Orochi a découvert sa véritable identité. À Kuri, Holdem met le feu au mont Atama après une confrontation avec Ashura Doji provoquée malencontreusement par Kinémon et Caborage. Pendant ce temps, à Ringo, Brook retrouve Zoro, Hiyori et Toko et les informe de la future exécution de Tonoyasu. Toko s'empresse de rejoindre la capitale des fleurs pour sauver son père. [Chapitre 941] |                                                                          |                                                    |                                                                    |                       |
| 939 | L'équipage s'élance. Il faut sauver Tonoyasu !                           | 一味疾る! 救え囚われのトの康                       | Ichimi Hashiru! Sukue Toraware no Tonoyasu                         | 30 août 2020          |
| À Ringo, Toko, Zoro, Hiyori et Brook s'empressent de rejoindre la capitale des fleurs. Au pénitencier de Ratetsu, Tonoyasu, de son vrai nom Yasuie Shimotsuki, est crucifié et broadcasté à travers tout le pays des Wa, ce qui fait que tout le pays finit par le reconnaître et que l'équipage de Chapeau de paille ainsi que les habitants du village d'Ebisu se dépêchent de rejoindre le lieu d'exécution. Alors qu'Orochi est lui aussi en chemin vers le pénitencier, Yasuie révèle qu'il a menti au sujet du voleur de minuit avant de traiter le shogun de vermine au sujet de sa politique qui a détruit le pays. [Chapitre 941-942] |                                                                          |                                                    |                                                                    |                       |
| 940 | La colère de Zoro. La vérité sur les Smiles !                            | ゾロの怒り SMILEの真実!                            | Zoro no Ikari - Sumairu no Shinjitsu!                              | 6 septembre 2020      |
| Yasuie continue son discours en mentant au sujet du message de Kinémon, faisant repartir le plan d'invasion d'Onigashima à zéro tout en semant le doute chez les hommes d'Orochi. Néanmoins, il est exécuté par le shogun et les gardes, causant son décès. Après la mort de Yasuie, les habitants du village d'Ebisu "rient" mais Hiyori révèle à Zoro que ce sont les effets des fruits nommés SMILES. [Chapitre 942-943] |                                                                          |                                                    |                                                                    |                       |
| 941 | Les larmes d'O-Toko. Le fusil implacable d'Orochi !                      | トコの涙! オロチ非情の銃弾!                        | Toko no Namida! Orochi Hijō no Jūdan!                              | 13 septembre 2020     |
| Après la mort de Yasuie, Shinobu révèle que les SMILES défectueux enlèvent toutes les émotions hormis le rire et que c'est Orochi qui les a envoyés au village d'Ebisu. Toko réussit à s'approcher du corps de son père mais alors qu'Orochi tentait de l'exécuter à son tour, Zoro et Sanji ont réussi à la sauver. [Chapitre 943] |                                                                          |                                                    |                                                                    |                       |
| 942 | L'équipage s'en mêle. Violent combat sur la place des supplices !        | 一味乱入! 騒然! 処刑場の激闘                       | Ichimi Ran'nyū! Sōzen! Shokei-jō no Gekitō                         | 20 septembre 2020     |
| Après avoir sauvé Toko, Sanji et Zoro sont attaqués par les samouraïs et ce dernier décide d'attaquer Orochi, mais Kyoshiro réussit à repousser l'attaque. Le shogun décide de partir alors qu'au pénitencier, les deux sabreurs commencent un duel, Drake attaque Sanji et le reste de l'équipage se battent contre les hommes d'Orochi tout en protégeant Toko et en récupérant la dépouille de Yasuie. Pendant ce temps, à Udon, Luffy encourage ses compagnons à travers le broadcast mais au même moment, Kidd et Kamazo arrivent à la prison, et ce dernier se révèle être Killer. [Chapitre 944] |                                                                          |                                                    |                                                                    |                       |
| 943 | La résolution de Luffy. Le Sumo Inferno doit prendre fin !               | ルフィの決意 破れ大相撲地獄！                      | Rufi no Ketsui - Yabure Ōzumō Inferuno!                            | 27 septembre 2020     |
| Alors qu'Usopp protège Toko, Zoro continue son duel contre Kyoshiro tandis que Sanji se bat contre Drake. Néanmoins, l'équipage est attaqué par les espions d'Orochi qui arrivent sur les lieux. Law se rend aussi au pénitencier pour libérer son équipage mais il se confronte à Hawkins qui révèle posséder leurs vies. Pendant ce temps, à Udon, Queen décide de torturer Kidd et Killer en les plongeant dans l'eau et de ne pas les remonter tant que Luffy et Hyogoro seront en vie. Luffy décide alors d'attaquer la superstar mais il échoue à l'atteindre, avant que ce dernier avoue au jeune pirate qu'il n'a aucune intention de le laisser en vie. Cependant, au même moment, Big Mom arrive à l'entrée de la prison. [Chapitre 944-945] |                                                                          |                                                    |                                                                    |                       |
| 944 | La tempête s'abat. Big Mom fait un carnage !                             | 嵐到来! 大暴れビッグ・マム!                        | Arashi Tōrai! Ō-abare Biggu Mamu!                                  | 4 octobre 2020        |
| Aux abords de Bakura, à Kuri, Kinémon et Caborage confessent à Ashura Doji qu'ils ont provoqué Holdem afin qu'il attaque le Mont Atama, sans imaginer que les conséquences seraient si désastreuses. Alors que Kinémon demanda une nouvelle fois à Ashura de se joindre à eux dans le combat contre Kaido, il répondit en disant qu'il souhaite lui montrer quelque chose. Pendant ce temps, à Udon, Big Mom détruit l'entrée de la prison et le groupe de Chopper arrive à son tour. Alors que l'Impératrice cherchait de la soupe de haricot rouge, elle se confronte à Queen, transformé en brachiosaure, et elle le frappe violemment. [Chapitre 945] |                                                                          |                                                    |                                                                    |                       |
| 945 | Les haricots de la colère. Ça sent le roussi pour Luffy !                | おしるこの恨み ルフィ絶体絶命                      | Oshiruko no Urami - Rufi Zettai Zetsumei                           | 11 octobre 2020       |
| Alors que Queen tentait de combattre Big Mom, il est vaincu en seulement deux coups par l'Impératrice, qui sauve sans le vouloir Kidd et Killer et qui détruit les barreaux de la cage de Kawamatsu. Elle réussit à trouver la marmite mais elle est déçue lorsqu'elle voit qu'il n'y a plus de soupe dedans. Luffy révèle sans s'en rendre compte qu'il a mangé la soupe et Big Mom s'en prend à lui, ce qui mit en danger le pirate et Hyogoro qui sont au bord du ring. Alors que Big Mom détruit le ring, Luffy parvient in-extremis à détruire son collier et celui de Hyogoro en utilisant le fluide offensif avancé. Voyant que le jeune pirate a des capacités qui ne sont pas éveillées, Hyogoro décide de se mettre lui-même en danger afin que Luffy s'entraîne en se défendant contre Big Mom. [Chapitre 946] |                                                                          |                                                    |                                                                    |                       |
| 946 | Neutraliser l'Impératrice. La ruse de Queen !                            | 四皇を止めろ！クイーンの秘策                       | Yonkō o Tomero! Kuīn no Hisaku                                     | 18 octobre 2020       |
| Luffy tente de parer l'attaque de Big Mom et elle les envoie, lui et Hyogoro, dans un mur. Ils ont survécu mais l'Impératrice continue de poursuivre le jeune pirate à travers toute la prison. Dans le même temps, Queen reprend connaissance et il fomente un plan pour arrêter Big Mom, qui consiste à replacer la marmite afin de l'attirer puis de l'attaquer. Luffy et Big Mom reviennent au point de départ et cette dernière tombe dans le piège en retournant vers la marmite, ce qui permet à Queen de l'attaquer à la tête. Néanmoins, l'attaque ne permet pas de la mettre à terre et elle recouvre la mémoire. [Chapitre 947] |                                                                          |                                                    |                                                                    |                       |
| 947 | Fatales munitions. Luffy contre les balles excidémiques !                | 最凶兵器！ルフィを狙う疫災弾                       | Saikyō Heiki! Rufi o Nerau Ekisaito Dan                            | 25 octobre 2020       |
| Après que Big Mom a recouvré la mémoire, elle s'endort soudainement et Queen ordonne de la neutraliser pour l'emmener sur Onigashima. Avec le départ des deux ennemis avec les plus puissants, Luffy continue de s'entraîner avec le fluide offensif avancé mais Pouilleux ordonne aux prisonniers de retenir Luffy, et Trouduc tire également des balles excidémiques sur les prisonniers. [Chapitre 947-948] |                                                                          |                                                    |                                                                    |                       |
| 948 | La riposte. Luffy et les fourreaux rouges !                              | 反撃開始！ルフィと赤鞘の侍！                       | Hangeki Kaishi! Rufi to Akazaya no Samurai!                        | 1er novembre 2020     |
| Raizo récupère les clés des menottes de Kawamatsu ainsi que son sabre, ce dernier réussit à se libérer. Raizo, Kawamatsu, Kikunojo et Chopper rejoignent le combat contre l'équipage des cent bêtes mais il continuent de contaminer les prisonniers avec les balles excidémiques. [Chapitre 948-949] |                                                                          |                                                    |                                                                    |                       |
| 949 | Pour en finir avec Kaido. Le Cri de guerre de Luffy !                    | 勝ちに来た! ルフィ決死の叫び                       | Kachi ni Kita! Rufi Kesshi no Sakebi                               | 8 novembre 2020       |
| Alors que les prisonniers demandent à Luffy et aux autres d'arrêter le combat afin que ça soit un jour comme un autre à Udon, ce dernier se fait contaminer volontairement et il leur explique pourquoi ils sont venus vaincre Kaido. Il réussit à vaincre Pouilleux qui voulait envoyer une bombe sur les prisonniers, et ces derniers font tomber Udon après l'incitation de Luffy. [Chapitre 949] |                                                                          |                                                    |                                                                    |                       |
| 950 | Le Rêve des guerriers. Luffy à la conquête d'Udon !                      | 兵どもが夢! ルフィ兎丼制圧!                        | Tsuwamono-domo ga Yume! Rufi Udon Seiatsu!                         | 15 novembre 2020      |
| Après la conquête d'Udon, Chopper s'occupe de Luffy et tente de trouver un antidote pour le guérir. Luffy demande à Kidd de rejoindre le combat contre Kaido, mais il rejette son offre et tente de retrouver son équipage avec Killer. Après avoir découvert que Luffy est un pirate, les prisonniers se méfient de lui, mais Momonosuké leur parle et explique qu'il est son sauveur. Pendant ce temps, à Kuri, Ashura Doji révèle à Kinémon et Caborage qu'il y avait certains de leurs camarades qui ont été combattre Kaido 10 ans plus tôt, mais qu'aucun n'est revenu vivant. Après s'être souvenu de la volonté d'Oden, Ashura décide de rejoindre l'alliance. [Chapitre 950] |                                                                          |                                                    |                                                                    |                       |
| 951 | Les Sbires d'Orochi. Zoro face aux ninjas !                              | オロチの追手！忍者軍団VSゾロ                       | Orochi no Otte! Ninja Gundan tai Zoro                              | 22 novembre 2020      |
| Zoro et Hiyori tombent sur Fujin et plusieurs ninjas qui servent Orochi, et après avoir les avoir vaincu, le sabreur permet de récupérer Shusui à Ringo. Dans la capitale des fleurs, Law se laisse faire prisonnier en échange de la libération de ses coéquipiers capturés. Pendant ce temps, à Udon, Chopper guérit Luffy du virus et ce dernier retrouve ses forces. [Chapitre 950-951] |                                                                          |                                                    |                                                                    |                       |
| 952 | Tensions à Onigashima. Les deux Empereurs se rencontrent !               | 鬼ヶ島緊迫！遭遇！？二人の四皇                     | Onigashima Kinpaku! Sōgū!? Futari no Yonkō                         | 29 novembre 2020      |
| Alors que l'alliance continue ses préparatifs pour la guerre qui arrive, Zoro retourne à Ringo avec Hiyori et il défie à nouveau Gyukimaru afin de récupérer Shusui, mais le combat est interrompu par Kawamatsu. Pendant ce temps, sur Onigashima, Big Mom demande à King de rejoindre ces rangs mais il refuse, puis elle commence à affronter Kaido. [Chapitre 951-952] |                                                                          |                                                    |                                                                    |                       |
| 953 | La confession de Hiyori. Retrouvailles au pont des brigands !            | 日和の告白！おいはぎ橋の再会                       | Hiyori no Kokuhaku! Oihagi-bashi no Saikai                         | 6 décembre 2020       |
| Sur Onigashima, Kaido et Big Mom continuent leur affrontement et Queen contacte Udon pour connaître la situation, mais Pouilleux, apprivoisé par Tama, donne un faux rapport. À Udon, Hyogoro retrouve les chefs yakuzas qui rejoignent la rébellion. Pendant ce temps, à Ringo, Hiyori et Kawamatsu se retrouvent mais lorsqu'un groupe de l'équipage des cent bêtes arrive, cherchant à se venger de Gyukimaru, Zoro et Kawamatsu les battent, et Gyukimaru fuit avec Zoro qui le poursuit. [Chapitre 952-953] |                                                                          |                                                    |                                                                    |                       |
| 954 | Un sabre nommé Enma. L'arme légendaire d'Oden !                          | その名は閻魔！おでんの名刀！                       | Sono Na wa Enma! Oden no Meitō!                                    | 13 décembre 2020      |
| À Ringo, Kawamatsu raconte à Hiyori son passé avec Onimaru 13 ans plus tôt. Ils découvrent ensuite une cachette où beaucoup d'armes ont été stockées en préparation de la guerre à venir. Alors que Gyukimaru, qui s'est révélé être Onimaru, est parti en paix, Hiyori demande à Zoro de laisser Shusui sur la tombe de Ryuma et de le remplacer par Enma, le sabre d'Oden qui a blessé Kaido. [Chapitre 953] |                                                                          |                                                    |                                                                    |                       |
| 955 | Une nouvelle alliance. Kaido rassemble ses troupes !                     | 新たな同盟!? カイドウ軍大集結                      | Arata na Dōmei!? Kaidō-gun Dai Shūketsu                            | 20 décembre 2020      |
| À Ringo, Zoro accepte la proposition d'Hiyori. À la capitale des fleurs, Law neutralise Hawkins et il réussit à s'échapper avec l'aide d'un mystérieux individu. Les jours s'écoulent et alors que la guerre approche, l'alliance continue ses préparatifs. Apoo revient au pays des Wa avec les Numbers, et sur Onigashima, Kaido et Big Mom décident de former une alliance pour conquérir le monde. [Chapitre 954] |                                                                          |                                                    |                                                                    |                       |
| 956 | Le grand soir approche. L'équipage se prépare !                          | 迫る決戦! 麦わら一味戦闘態勢                       | Semaru Kessen! Mugiwara Ichimi Sentō Taisei                        | 27 décembre 2020      |
| Zoro et Kawamatsu informent l'alliance qu'Hiyori a survécu durant les 20 dernières années. Le jeune sabreur acquiert Enma et teste son pouvoir destructeur, puis s'entraîne avec lui tandis que Luffy entraîne son fluide offensif avancé, pour finalement réussir. Pendant ce temps, l'alliance continue ses préparatifs et augmente le nombre de combattants. La veille de la guerre, Momonosuké, Shinobu et les fourreaux rouges partent vers le port de rendez-vous, tandis que l'équipage de Chapeau de paille finit ses préparatifs et qu'Orochi reçoit des informations d'une taupe, concernant l'alliance. [Chapitre 955] |                                                                          |                                                    |                                                                    |                       |
| 957 | Scoop. Les Grands Corsaires dans la tourmente !                          | 大ビッグニュース! 七武海を襲う事件                 | Biggu Nyūsu! Shichibukai o Osou Jiken                              | 10 janvier 2021       |
| Après la fin de la Rêverie, des nouvelles concernant Sabo se sont répandues dans le monde entier, provoquant une angoisse chez ses proches. Kobby et X-Drake, qui est toujours un soldat de la Marine, ont une conversation privée via escargophone et ce dernier révèle à son camarade la nouvelle alliance entre Kaido et Big Mom et la présence récente du CP-0 au pays des Wa. De plus, et grâce aux efforts de Nefertari Cobra et Riku Dold III, l'ordre des sept grands corsaires a été aboli, permettant à la Marine de poursuivre les membres déchus à nouveau. [Chapitre 956] |                                                                          |                                                    |                                                                    |                       |
| 958 | Un combat de légende. Garp et Roger !                                    | 伝説の戦い! ガープとロジャー                       | Densetsu no Tatakai! Gāpu to Rojā                                  | 17 janvier 2021       |
| Au nouveau quartier général de la Marine, lors d'une réunion. Sengoku raconte l'histoire de l'équipage de Rocks et l'incident de God Valley. Ensuite, Brannew révèle les primes sur les têtes des Quatre Empereurs, ainsi que celles qu'avaient Gol D. Roger et Edward Newgate de leur vivant. Après, Sakazuki déclare que la Marine n'ira pas au pays des Wa car leurs forces sont inconnues, et Sengoku lui parle du lien entre les événements en cours et le légendaire samouraï Oden Kozuki. [Chapitre 957] |                                                                          |                                                    |                                                                    |                       |
| 959 | Rendez-vous au port. 3ème acte du chapitre Wano !                        | 約束の港! ワノ国編第三幕開幕                       | Yakusoku no Minato! Wano Kuni-hen Dai-san-maku Kaimaku             | 24 janvier 2021       |
| Le jour du festival du feu, Orochi embarque pour Onigashima, confiant la sécurité de la capitale de Kyoshiro. Le soir venu, Momonosuké, Shinobu et les fourreaux rouges découvrent avec stupeur que le point de rendez-vous est en ruines et ils sombrent dans le désespoir. En revenant 2 jours avant la bataille, Luffy espère voir Jinbe arrive au pays des Wa sachant que Big Mom s'y trouve, et Holdem tente de savoir qui vole les vivres de l'équipage des cent bêtes au village des restes. [Chapitre 958-959] |                                                                          |                                                    |                                                                    |                       |
| 960 | Le plus grand samouraï de Wano. Kozuki Oden entre en scène !             | ワノ国一の侍！光月おでん登場                       | Wano Kuni Ichi no Samurai! Kōzuki Oden Tōjō                        | 31 janvier 2021       |
| La veille de la bataille, Orochi a fait bombarder le Thousand Sunny par l'équipage des cent bêtes et il a détruit certains ponts pour couper les routes vers le port, et Holdem a fait brûler le village des restes. Au port, les fourreaux rouges se préparent à continuer l'assaut avec une barque, promettant de venger leur défunt maître. Un flash-back remontant 41 années auparavant commence. À l'époque, Oden était un fauteur de troubles bien connu au pays des Wa. Alors que le jeune Kinémon avait volé un bébé sanglier blanc à des voyous pour gagner de l'argent à la capitale des fleurs, le dieu de la montagne a commencé à faire des ravages pour récupérer son enfant. [Chapitre 959-960] |                                                                          |                                                    |                                                                    |                       |
| 961 | Les larmes de l'allégeance. Oden et Kinémon !                            | 涙の弟子入り おでんと錦えもん                      | Namida no Deshiiri - Oden to Kin'emon                              | 7 février 2021        |
| Le dieu de la montagne continue son saccage dans la capitale des fleurs jusqu'à ce qu'Oden l'affronte et le vainc. Après cet incident, Oden a été expulsé de la capitale, tenu pour responsable, à tort, du désastre. En raison de leur admiration pour Oden, Kinémon et Denjiro décident de le suivre dans son périple. Après être resté chez Yasuie Shimotsuki, seigneur de la région d'Hakumai, pendant un certain temps, Oden décide de se rendre dans la région de Kuri, qui est réputée pour être une zone de non-droit. En cours de route, Oden est également rejoint par Izo, Kikunojo, Kanjuro et Raizo, puis il arrive à Kuri et se prépare à y combattre les bandits, dirigés par Ashura Doji. [Chapitre 961-962] |                                                                          |                                                    |                                                                    |                       |
| 962 | La roue du destin. L'équipage de Barbe Blanche débarque !                | 動く運命 漂着! 白ひげ海賊団!                       | Ugoku Unmei - Hyōchaku! Shirohige Kaizoku-dan!                     | 14 février 2021       |
| Après avoir vaincu Ashura Doji et tous les bandaits à Kuri, Oden décide de restructurer la région et de faire de Kinémon et des autres, ses subordonnés. Ashura les rejoint et 2 ans plus tard, Oden est nommé seigneur de la région de Kuri. 6 ans plus tard, il recueille Cabaorage et Chavipère, originaires de Zo, ainsi que l'orphelin homme-poisson Kawamatsu. Afin de devenir de puissants samourais, les dix suburdonnés d'Oden entreprennent un entraînement de choc et 3 années après, ils rendent visite au shogun, tombé malade. Lors de la même année, Barbe Blanche et son équipage s'échouent au pays des Wa. [Chapitre 962-963] |                                                                          |                                                    |                                                                    |                       |
| 963 | La résolution d'Oden. Barbe Blanche le met à l'épreuve !                 | おでんの決意！白ひげの試練！                       | Oden no Ketsui! Shirohige no Shiren!                               | 21 février 2021       |
| Oden, qui rêve de quitter le pays des Wa pour voyager, s'empresse d'aller rencontrer les pirates. Après un bref combat, il supplie le grand pirate de le laisser rejoindre son équipage, mais Barbe Blanche rejette sa demande en raison de préoccupations concernant la personnalité d'Oden. Une fois leur navire réparé, les pirates partent la nuit pour éviter une nouvelle demande d'Oden, mais il réussit tout de même à attacher une chaîne au navire afin de quitter le pays avec Izo qui tentait de l'en empêcher. Marco sauve ce dernier et l'amène sur le Moby Dick, et Barbe Blanche dit à Oden que s'il tient 3 jours à l'arrière du navire, il pourra rejoindre l'équipage. 3 jours se sont écoulés et Oden n'a plus qu'une heure à tenir avant de pouvoir rejoindre l'équipage, mais, après avoir entendu les cris de Toki Amatsuki sur une île aux alentours, Oden lâche la chaîne pour aller lui sauver la vie. [Chapitre 963-964] |                                                                          |                                                    |                                                                    |                       |
| 964 | Le petit frère de Barbe Blanche. La grande aventure d'Oden !             | 白ひげの弟! おでんの大冒険!                        | Shirohige no Otōto! Oden no Dai Bōken!                             | 28 février 2021       |
| Après l'avoir sauvée des ravisseurs, Toki s'occupe de soigner Oden. Le lendemain, ils sont à nouveau confrontés aux ravisseurs et à leur chef, Karma, mais Barbe Blanche intervient et accepte Oden dans son équipage. Toki, Izo et les passagers clandestins Caborage et Chavipère rejoignent aussi l'équipage et Oden voyage ainsi dans divers endroits et il vit de nombreuses expériences mouvementées. 2 années plus tard, Toki donne naissance à son fils et à celui d'Oden, nommé Momonosuké Kozuki. Dans le même temps, Gol D. Roger lit un journal et il est intrigué par les exploits du samouraï. [Chapitre 964-965] |                                                                          |                                                    |                                                                    |                       |
| 965 | Croiser le fer. Roger et Barbe Blanche !                                 | 交える刃! ロジャーと白ひげ!                        | Majieru Yaiba! Rojā to Shirohige!                                  | 7 mars 2021           |
| Alors qu'Oden est en voyage, Orochi fomente un plan afin de s'emparer du poste de shogun, aidé par Higurashi Kurozumi. Deux ans plus tard, et alors qu'Hiyori Kozuki est née, l'équipage de Barbe Blanche tombe sur l'équipage de Roger sur une île. Après qu'Oden a été vaincu par Roger, un affrontement titanesque entre ce dernier et Barbe Blanche s'ensuit. [Chapitre 965-966] |                                                                          |                                                    |                                                                    |                       |
| 966 | Le souhait de Roger. Un tout nouveau voyage !                            | ロジャーの願い! 新たな旅立ち                       | Rojā no Negai! Arata na Tabidachi                                  | 21 mars 2021          |
| Après une bataille de 3 jours opposant l'équipage de Barbe Blanche et l'équipage de Roger, les deux groupes de pirates finissent par s'échanger leurs trésors dans la bonne humeur. Roger explique à Barbe Blanche et Oden son souhait de vouloir atteindre la dernière île de Grand Line et il demande à ce dernier de rejoindre son équipage afin de pouvoir l'aider à lire les Road Ponéglyphes. Malgré la désapprobation de Barbe Blanche, Oden et sa famille, ainsi que Caborage et Chavipère, rejoignent le navire de Roger et disent au revoir à l'équipage de Barbe Blanche. Malgré un rejet préventif de l'équipage de Roger, Oden finit par se faire accepter chez eux. [Chapitre 966] |                                                                          |                                                    |                                                                    |                       |
| 967 | L'ambition de sa vie. L'aventure de Roger !                              | 生涯をかけて! ロジャーの冒険                       | Shōgai o Kakete! Rojā no Bōken                                     | 28 mars 2021          |
| L'équipage de Roger voyage jusqu'à Skypiea et trouve la grande cloche, et Oden écrit quelques mots dessus sur une demande de Roger. Après être revenus sur la mer bleue, ils décident d'aller à Water Seven pour faire réparer l'Oro Jackson par Tom, celui qui avait conçu le navire. Là-bas, Oden a demandé à Franky s'il voulait rejoindre l'équipage mais il a refusé. Ensuite, après avoir voyagé dans plusieurs endroits dans le monde, ils font route pour l'île des hommes-poissons où ils y trouvent un Road Ponéglyphe et un autre Ponéglyphe où ils apprennent les excuses de Joy Boy. Neptune leur révèle aussi que l'arme antique Poséidon est une princesse sirène, et que d'après la jeune voyante Shyarly, elle devrait naître 10 ans plus tard. Après ces révélations, l'équipage de Roger continue sa route dans le Nouveau Monde. [Chapitre 966-967] |                                                                          |                                                    |                                                                    |                       |
| 968 | L'avènement du roi des pirates. Arrivée sur la dernière île !            | 海賊王誕生 到達! "最後の島"                        | Kaizoku Ō Tanjō - Tōtatsu! "Saigo no Shima"                        | 4 avril 2021          |
| Alors que l'équipage de Roger s'approche du pays des Wa, Toki tombe malade sous le poids de la fatigue et Oden décide de la déposer dans son pays avec ses enfants ainsi que Caborage et Chavipère pour la protéger. Arrivés là-bas, Kinémon et les autres commencent à lui expliquer les malheurs du pays des Wa, qui est déjà industrialisé par les usines d'Orochi, mais Oden décide de repartir voyager quelque temps après avoir pris la copie du Road Ponéglyphe, au grand désarroi de ses subordonnés. Après être repartis, ils font route vers Zo et ils trouvent le dernier Road Ponéglyphe qui manquait à Roger, ce qui lui permit de prendre la route pour la dernière île. Au moment du départ, Baggy devient fiévreux et Shanks décide de rester avec lui pour le soigner le temps que l'équipage revienne, ne prenant donc pas part au voyage. L'équipage de Roger part pour la dernière île et quelques jours plus tard, les journaux apprenent qu'ils ont réussi et que Roger est considéré comme étant le Roi des Pirates. Après cela, Oden rédige son expérience et il explique qu'ils ont appris la vérité sur le siècle oublié, la volonté du D. ainsi que les armes antiques, et que Roger ainsi que son équipage ont ri devant le trésor laissé par Joy sur cette île. Après avoir découvert cette "très drôle d'histoire", Roger a décidé de nommer cette île "Laugh Tale". [Chapitre 967]                                                                    |                                                                          |                                                    |                                                                    |                       |
| 969 | Retour à Wano. L'équipage de Roger se dissout !                          | ワノ国へ！ロジャー海賊団解散                       | Wano Kuni e! Rojā Kaizokudan Kaisan                                | 11 avril 2021         |
| Après avoir obtenu le titre de roi des pirates, Roger a décidé de dissoudre son équipage. Ce dernier a été le premier à quitter le navire, et le reste de l'équipage a ensuite ramené Oden au pays des Wa. Après ses retrouvailles avec sa famille et ses serviteurs, il a appris qu'Orochi était devenu shogun pendant son absence et comment il avait opprimé les citoyens avec l'aide du pirate Kaido. Après avoir appris que sa famille avait été menacée et que Toki avait été blessée dans une attaque, Oden décide d'aller s'en prendre à Orochi. [Chapitre 968] |                                                                          |                                                    |                                                                    |                       |
| 970 | Terrible nouvelle. Le rideau se lève sur l'âge d'or de la piraterie !    | 悲しき知らせ 大海賊時代幕開け                      | Kanashiki Shirase - Dai Kaizoku Jidai Makuake                      | 18 avril 2021         |
| Oden accoura à la capitale des fleurs afin de tuer Orochi, mais Semimaru protégea ce dernier grâce au fruit de la barrière. Après une discussion avec Orochi et Kaido, Oden est sorti du château et il s'est mis à danser nu dans les rues de la capitale des fleurs. Ayant perdu leur seul espoir, le peuple commença à mépriser le grand samouraï et le surnomma "sire bouffon". Un an après, Oden a appris dans le journal l'exécution de Roger qui a lancé l'âge d'or de la piraterie. [Chapitre 968-969] |                                                                          |                                                    |                                                                    |                       |
| 971 | Vengeance. Oden et les Neuf Fourreaux rouges !                           | 討ち入り！おでんと赤鞘九人男                       | Uchiiri! Oden to Akazaya Kunin Otoko                               | 25 avril 2021         |
| Oden a dansé nu pendant 5 années après son retour au pays des Wa. Lors de la cinquième année, soit 20 ans avant les événements actuels, Orochi lui appris qu'il n'avait aucune intention d'honorer la promesse qu'il avait faite, et que les hommes de Kaido avaient capturé Hyogoro et que la femme de ce dernier a été fusillée. Oden, qui avait tout pris sur ses épaule pendant 5 ans, a fondu en larmes et il décida, lui et les neuf fourreaux rouges, d'aller tuer Kaido sur Onigashima. Seulement, ce dernier a été informé des actions des samouraïs par un espion et il se prépara à la bataille qui finit par éclater dans la région d'Udon. [Chapitre 969-970] |                                                                          |                                                    |                                                                    |                       |
| 972 | Un tournant décisif. Oden contre Kaido !                                 | 決着の時！おでんVSカイドウ！                       | Ketchaku no Toki! Oden tai Kaidō!                                  | 2 mai 2021            |
| Oden Kozuki et les neuf fourreaux rouges, rejoints par Shinobu en cours de bataille, ont mené un combat féroce contre Kaido, King, Queen et l'équipage des cent bêtes dans la région d'Udon. Après avoir gravement blessé Kaido, Oden est finalement vaincu par ce dernier après avoir été distrait par Higurashi Kurozumi qui avait pris l'apparence de Momonosuké. Les samouraïs, à l'exception de Shinobu qui a été sauvée par Oden, ont été emprisonnés dans la capitale des fleurs et condamnés à mort par ébouillantage. Trois jours plus tard, le jour de l'exécution, Oden s'apprête à rentrer dans le bouillon et demande à Orochi et Kaido de libérer ceux qui survivront après une durée définie. [Chapitre 970-971] |                                                                          |                                                    |                                                                    |                       |
| 973 | L'ébouillantage d'Oden. Une heure pour vaincre la mort !                 | 釜茹での刑 おでん決死の一時間                      | Kamayude no Kei - Oden Kesshi no Ichi-jikan                        | 9 mai 2021            |
| Oden conclu un accord avec Kaido pour permettre à ceux qui auront survécu une heure dans le bouillon d'être libéré. Il rentre ensuite dans le bouillon et il utilise un grand morceau de bois pour tenir ses neuf vassaux au-dessus de lui. Alors que les citoyens continuaient d'avoir une opinion défavorable sur Oden, Shinobu a révélé au peuple que le samouraï dansait nu dans la rue chaque semaine afin d'empêcher Orochi d'enlever 100 citoyens et de les donner en offrande à Kaido, et que ces derniers avaient faussement promis de quitter le pays des Wa une fois qu'ils auraient fini de construire des navires. [Chapitre 971] |                                                                          |                                                    |                                                                    |                       |
| 974 | Cela se mange bouilli. C'est le bouillon oden d'Oden !                   | "煮えてなんぼのおでんに候"                         | "Niete Nanbo no Oden ni Sōrō"                                      | 16 mai 2021           |
| Choqué par les révélations de Shinobu, le peuple changea son fusil d'épaule et commença à soutenir Oden dans son combat contre les brûlures infligées par l'eau bouillante. Alors qu'approche la fin du temps fixé, les citoyens du pays entier apprennent la vérité et affluent à la capitale des fleurs pour le soutenir. Néanmoins, bien que ce dernier ait survécu une heure, Orochi installa un peloton d'exécution pour exécuter Oden et ses vassaux, mais le samouraï jette la planche de bois loin du bouillon pour que les fourreaux rouges puissent fuir et il leur demande de réaliser son souhait, qui est d'ouvrir les frontières du pays des Wa. Alors que les fourreaux rouges s'échappent, Oden finit par succomber d'une balle dans la tête tirée par Kaido, sous les larmes de la population. [Chapitre 972] |                                                                          |                                                    |                                                                    |                       |
| 975 | Le château en flammes. Le sort du clan Kozuki !                          | 燃える城！光月の一族の運命！                       | Moeru Shiro! Kōzuki no Ichizoku no Unmei!                          | 23 mai 2021           |
| À Kuri, la nouvelle du décès d'Oden arrive jusqu'à Toki et elle se souvient qu'Oden lui avait donné ses deux katanas pour les transmettre à leurs enfants. La lettre qu'il lui a remise avant son départ lui disait d'utiliser son pouvoir pour se préparer à une grande guerre qui éclatera dans 20 ans. Après l'exécution d'Oden, les neuf fourreaux rouges ont couru pour sauver la famille de leur défunt seigneur au château à Kuri, mais Kaido l'a déjà incendié et il s'est confronté Momonosuké. Toki a envoyé son fils 20 ans dans le futur avec Kinémon, Kanjuro, Raizo et Kikunojo tandis que Kawamatsu a emmené Hiyori pour la protéger. Toki est alors sortie du château pour faire une prophétie devant les citoyens avant de mourir. [Chapitre 972-973] |                                                                          |                                                    |                                                                    |                       |
| 976 | Retour au présent. Un bond de vingt ans !                                | 再び現在！二十年の時をこえて                       | Futatabi Genzai! Nijū-nen no Toki o Koete                          | 30 mai 2021           |
| Après cette journée fatidique, Denjiro est allé dans une hutte et il a émergé après une longue période de temps, son apparence ayant totalement changée en raison de sa rage. Il est allé à la capitale des fleurs et il a commencé à attirer des adeptes, se faisant appeler Kyoshiro. En tant que Kyoshiro, Denjiro est devenu le chef des yakuzas et il est entré au service d'Orochi en tant que garde du corps, tout en donnant de l'argent aux pauvres en tant que "voleur de minuit". 7 années après la mort d'Oden, il a recueilli Hiyori après l'avoir trouvée dans la rue et il l'a élevée pour qu'elle devienne Komurasaki afin de se cacher en attendant la bataille finale. 20 années après la mort d'Oden, l'alliance ninja-pirate-mink-samouraï se prépare à la bataille contre l'empereur Kaido sur Onigashima. [Chapitre 973-974] |                                                                          |                                                    |                                                                    |                       |
| 977 | En mer, on affronte les pirates. Raid sur Onigashima !                   | 海は海賊！討入り！いざ鬼ヶ島                       | Umi wa Kaizoku! Uchiiri! Iza Onigashima                            | 6 juin 2021           |
| N'ayant aucune nouvelle de leurs alliés, les neuf fourreaux rouges ont mis le cap sur Onigashima avec une barque. Kinémon considère sérieusement la possibilité qu'il y ait un traître parmi eux, et Kanjuro révèle qu'il est l'espion. Né Kanjuro Kurozumi, il avait perdu ses parents pendant la persécution de sa famille et il a ensuite été recruté par Orochi pour devenir un vassal de la famille Kozuki, et alors qu'il servait Oden, il a donné à Orochi des informations sur tout ce que le clan Kozuki faisait depuis les 41 dernières années. Trois vaisseaux de l'équipage des cent bêtes arrivent et attaquent les fourreaux rouges, tandis que Kinémon décapite Kanjuro, mais découvre qu'il s'agissait d'un clone parfaitement dessiné et que le vrai Kanjuro était sur la côte, ayant kidnappé Momonosuke pour l'amener sur Onigashima auprès d'Orochi. Cependant, l'équipage de Chapeau de paille, l'équipage du Heart et l'équipage de Kidd arrivent sur leurs navires pour attaquer l'équipage des cent bêtes. [Chapitre 974] |                                                                          |                                                    |                                                                    |                       |
| 978 | La génération terrible débarque. Combat en pleine tempête !              | 最悪の世代進撃！嵐の海の戦い                       | Saiaku no Sedai Shingeki! Arashi no Umi no Tatakai                 | 13 juin 2021          |
| Bien que l'arrivée de l'équipage de Chapeau de paille, l'équipage du Heart et l'équipage de Kidd était inattendue, les pirates de l'équipage des cent bêtes sont toujours confiants car ils révèlent comment ils ont empêché le reste des alliés de la famille Kozuki de se rendre au port, mais aussi que le banquet sur Onigashima sert à enteriner leur alliance avec l'équipage de Big Mom. Cependant, Luffy, Law et Kid attaquent et détruisent simultanément l'un de leurs navires. Après cela, Kyoshiro arrive sur son navire et il attaque un autre navire de l'équipage des cent bêtes à leur dépourvu. [Chapitre 975] |                                                                          |                                                    |                                                                    |                       |
| 979 | Une chance terrifiante. La stratégie de Kinémon !                        | 強運！？リーダー錦えもんの一計                     | Kyōun!? Rīdā Kin'emon no Ikkei                                     | 20 juin 2021          |
| Après que Kyoshiro a attaqué un navire de l'équipage des cent bêtes, il révèle qu'il est en réalité le fourreau rouge Denjiro, puis il explique que le message modifié de Yasuie a en fait demandé aux alliés du clan Kozuki de se réunir au port de Habu et non au port de Tokage. Ainsi, leurs alliés avaient pu atteindre le port avant qu'Orochi ne détruise les ponts, et Denjiro révèle qu'il a libéré les prisonniers de la prison de Rasetsu après qu'Orochi lui a laissé la charge de la capitale des fleurs. Ainsi donc, l'alliance, au nombre de 5 400 soldats, arrive au port de Tokage avec une gigantesque flotte. Denjiro félicite Kinémon d'avoir intelligemment mal informé les autres fourreaux rouges pour démasquer l'espion Kanjuro, ignorant que Kinémon avait en fait mal compris le message lui-même. Après ce soulagement de l'alliance, Kawamatsu plonge dans la mer pour attaquer Kanjuro et sauver Momonosuké, mais il réussit à s'échapper dans les airs avec l'enfant. [Chapitre 975-976] |                                                                          |                                                    |                                                                    |                       |
| 980 | Promesse dans les larmes. Momonosuké enlevé !                            | 涙の約束！さらわれたモモの助                       | Namida no Yakusoku! Sarawareta Momonosuke                          | 27 juin 2021          |
| Kanjuro kidnappe Momonosuké afin de l'amener sur Onigashima en l'envolant sur un oiseau, et réussit à repousser les attaques de l'alliance. Malgré sa peur et son manque de force, Momonosuké assure à l'alliance qu'il trouvera un moyen de s'échapper de lui-même. Le dernier navire de l'équipage des cent bêtes bat en retraite afin d'attaquer les samouraïs à distance avec des canons à longue portée. Cependant, le timonier de l'équipage de Chapeau de paille, Jinbe le paladin des mers, attaque alors le navire et révèle être revenu de Totto Land vivant comme il l'avait promis à Luffy. [Chapitre 976] |                                                                          |                                                    |                                                                    |                       |
| 981 | L'équipage s'agrandit. Jinbe, le paladin des mers !                      | 新たな仲間！海侠のジンべエ！                       | Arata na Nakama! Kaikyō no Jinbē!                                  | 4 juillet 2021        |
| L'équipage de Chapeau de paille se réjouit du retour de Jinbe. Pendant ce temps, Law discute avec les neuf fourreaux rouges de leur stratégie d'infiltration, et ils prévoient de naviguer vers l'arrière de l'île avec le Polar Tang pendant que l'équipage de Chapeau de paille et l'équipage de Kidd effectuent distraction. Alors que l'alliance s'apprête à atteindre Onigashima, Denjiro se rend compte qu'il ne les a pas avertis qu'il y a une mini-forteresse devant l'entrée, mais les gardes sont rapidement battus par l'équipage de Chapeau de paille. [Chapitre 977] |                                                                          |                                                    |                                                                    |                       |
| 982 | L'atout de Kaido. Les Tobi Roppo entrent en scène !                      | カイドウの切り札 飛び六胞登場                      | Kaidō no Kirifuda - Tobi Roppō Tōjō                                | 11 juillet 2021       |
| L'équipage de Chapeau de paille termine de détruire la mini-forteresse. Sur Onigashima, Queen lance les festivités tandis que les Tobi Roppo, dont les membres se nomment X-Drake, Ulti, Page One, Who's Who, Black Maria et Sasaki, se rassemblent dans l'attente d'une entrevue avec Kaido. L'équipage de Chapeau de paille décide de porter un toast à Jinbe, mais après vu la motivation des samouraïs qui s'avancent vers Onigashima, ils décident d'attendre pour faire un grand banquet après avoir vaincu Kaido, Orochi et Big Mom. [Chapitre 977-978] |                                                                          |                                                    |                                                                    |                       |
| 983 | La détermination des samouraïs. Débarquement à Onigashima !              | 侍たちの本気！一味鬼ヶ島上陸                       | Samurai-tachi no Honki! Ichimi Onigashima Jōriku                   | 18 juillet 2021       |
| L'équipage de Chapeau de paille, l'équipage de Kidd et les samouraïs commandés par Kinémon et Denjiro atteignent l'entrée d'Onigashima, tandis que l'équipage du Heart et le reste des fourreaux rouges se dirigent vers l'arrière de l'île avec le Polar Tang. Après avoir débarqué, les samouraïs coulent leurs navires pour éviter d'être repérés et Kinémon crée des déguisements de l'équipage des cent bêtes pour l'alliance. [Chapitre 977-978] |                                                                          |                                                    |                                                                    |                       |
| 984 | Luffy explose. Infiltration à la fête de Kaido !                         | ルフィ暴走！？潜入カイドウの宴                     | Rufi Bōsō!? Sennyū Kaidō no Utage                                  | 25 juillet 2021       |
| Alors que l'alliance commence son attaque contre Kaido et Orochi, Kanjuro n'a pas encore été en mesure d'alerter ce dernier car il s'est perdu dans la configuration complexe d'Onigashima. L'équipage de Chapeau de paille commence aussi son avancée tandis que Luffy et Zoro sont partis seuls devant. Ces derniers arrivent en plein banquet de l'équipage des cent bêtes et Luffy se met en colère lorsqu'il voit certains de ses ennemis jeter de la soupe de haricot rouge par terre. [Chapitre 979] |                                                                          |                                                    |                                                                    |                       |
| 985 | Pour O-Tama. L'ire de Luffy au bout du poing !                           | お玉への思い ルフィ怒りの一撃                      | O-Tama e no Omoi - Rufi Ikari no Ichigeki                          | 1er août 2021         |
| À l'intérieur du château, Kaido demande aux Tobi Roppo de retrouver son fils Yamato qui a disparu, offrant à chacun d'eux la possibilité de défier une superstar pour tenter de monter en grade s'ils réussissent. Pendant ce temps, au banquet, Luffy attaque plusieurs membres de l'équipage des cent bêtes pour avoir gaspillé de la soupe de haricot rouge, tandis que Zoro tranche une tour et retrouve son capitaine. [Chapitre 979-980] |                                                                          |                                                    |                                                                    |                       |
| 986 | Musique de combat. Luffy mis à mal !                                     | 戦う音楽！ルフィを襲う能力！                       | Tatakau Myūjikku! Rufi o Osou Nōryoku!                             | 8 août 2021           |
| Après s'être fait repérer par Queen et Apoo, Luffy et Zoro s'enfuient en direction du château de Kaido après que la superstar a annoncé sa volonté de supprimer l'un des Tobi Roppo et d'offrir sa place à celui qui attrapera les deux pirates. Apoo utilise alors sa "musique de combat" pour attaquer et blesser le duo avec ses sons. En voyant son ancien allié, Eustass Kidd décide de se débarrasser de son déguisement et il attaque Apoo pour se venger de sa trahison. [Chapitre 980] |                                                                          |                                                    |                                                                    |                       |
| 987 | Un rêve brisé. Piège fatal pour Sanji !                                  | 夢やぶれる！？サンジを誘う罠！                     | Yume Yabureru!? Sanji o Izanau Wana!                               | 15 août 2021          |
| Après l'attaque de Kidd sur Apoo, Queen donne à l'équipage des cent bêtes la permission de tuer les pirates, qui se retrouvent ainsi attaqués par l'un des Numbers, Hatcha, ainsi que par une nouvelle fois Apoo. Pendant ce temps, alors qu'une partie du groupe de Kinémon se sépare pour infiltrer le château, l'autre atteint le quartier des plaisirs. Alors que le chaos règne désormais dans le château, Who's Who déclare qu'il souhaite, comme Queen, supprimer un membre de l'équipage des cent bêtes. [Chapitre 981] |                                                                          |                                                    |                                                                    |                       |
| 988 | Les renforts débarquent. Le commandant de la flotte de Barbe Blanche !   | 援軍到着！白ひげ海賊団隊長！                       | Engun Tōchaku! Shirohige Kaizokudan Taichō!                        | 22 août 2021          |
| Dans le château, Luffy, Zoro, Kidd et Killer continuent de se diriger vers Kaido. Au quartier des plaisirs, le groupe de Kinémon tente de traverser le pont mais le Brachio Tank, avec Chopper sur le toit, se fait repérer par Big Mom. Au même moment, l'équipage de Big Mom tente à nouveau d'escalader la cascade à l'entrée du pays des Wa mais le navire est renversé par Marco, qui vient d'arriver avec Izo et Chavipère. Alors que ce dernier informe Caborage et les occupants du Polar Tang de leur arrivée, Kanjuro arrive devant Kaido et Orochi avec Momonosuké. [Chapitre 981-982] |                                                                          |                                                    |                                                                    |                       |
| 989 | Le serment d'un homme. À l'assaut, Brachio Tank !                        | 漢の誓い！激闘ブラキオタンク                       | Otoko no Chikai! Gekitō Burakio Tanku                              | 29 août 2021          |
| Kanjuro informe Orochi que sa tentative de détruire l'alliance a échoué, mais Fukurokuju rassure le shogun en disant qu'aucun bateau ennemi n'a été repéré, à l'exception de Luffy, Zoro, Kid et Killer. Seulement, Orochi est loin d'être satisfait et il ordonne que Momonosuké soit crucifié et exécuté. Pendant ce temps, Denjiro capture Sasaki tandis qu'au quartier des plaisirs, Usopp et Chopper se font poursuivre par Big Mom, l'éloignant des samouraïs. Alors que Nami, Carrot et Shinobu se faufilent dans le château, ils sont confrontés à Prométhée. Plus loin, Ulti et Page One se retrouvent devant Luffy. [Chapitre 982] |                                                                          |                                                    |                                                                    |                       |
| 990 | Grondement de tonnerre divin. Le fils de Kaido débarque !                | 雷鳴八卦！登場カイドウの息子                       | Raimei Hakke! Tōjō Kaidō no Musuko                                 | 5 septembre 2021      |
| Dans le château de Kaido, Luffy affronte Ulti et Page One, chacun détenteur d'une version du fruit du dinosaure. Lorsqu'elle utilise sa forme complète, Ulti attrape Luffy et se prépare à l'attaquer, mais elle est soudainement vaincue par le fils de Kaido, Yamato, qui attrape Luffy et s'enfuit avec lui, révélant qu'il attendait l'arrivée du pirate. [Chapitre 983] |                                                                          |                                                    |                                                                    |                       |
| 991 | Amis ou ennemis ? Luffy et Yamato !                                      | 敵か？味方か？ルフィとヤマト                       | Teki ka? Mikata ka? Rufi to Yamato                                 | 12 septembre 2021     |
| Charlotte Slurp réussit à escalader la cascade grâce à son fruit de la léchouille et il se dirige vers Onigashima, révélant qu'il désapprouve l'alliance entre l'équipage de Big Mom et l'équipage des cent bêtes. Sur Onigashima, Prométhée appelle Big Mom car il a trouvé Nami, Zeus, Carrot et Shinobu. Alors qu'Orochi fait crucifier Momonosuké dans l'espace de concert et que Zoro continue de combattre les Gifters de l'équipage des cent bêtes, Ulti et Page One se remettent rapidement des attaques de Luffy et Yamato et ils partent à leur poursuite. Pendant ce temps, Luffy refuse de parler avec Yamato et il entame un combat contre lui, faisant remonter à ce dernier les souvenirs de son combat contre Ace. [Chapitre 983-984] |                                                                          |                                                    |                                                                    |                       |
| 992 | Devenir Oden. Le souhait de Yamato !                                     | おでんになりたい ヤマトの思い                      | Oden ni Naritai - Yamato no Omoi                                   | 19 septembre 2021     |
| Luffy et Yamato réussissent à trouver un accord pour discuter et ils s'échappent avant l'arrivée de Page One sur les lieux. Dans l'espace de concert, alors qu'Orochi révèle à l'équipage des cent bêtes l'identité de Momonosuké et que l'alliance infiltre petit à petit la fête, Kaido et les superstars arrivent sur les lieux et l'Empereur apprête à annoncer son projet de la "nouvelle Onigashima". À l'arrière de l'île, Law et les fourreaux rouges débarquent et ils retrouvent Marco, Izo et Chavipère, puis s'apprêtent à débuter l'assaut. Dans les combles du château, Luffy et Yamato commencent à discuter et elle révèle que c'est une femme qui s'inspire d'Oden Kozuki et qu'elle veut s'allier à Luffy pour réaliser le rêve de son idole qui est d'ouvrir les frontières du pays des Wa. [Chapitre 984] |                                                                          |                                                    |                                                                    |                       |
| 993 | Menottes explosives. La cage de Yamato !                                 | 爆発！？ヤマトの自由を縛る錠！                     | Bakuhatsu!? Yamato no Jiyū o Shibaru Jō!                           | 26 septembre 2021     |
| À l'arrière de l'île, les fourreaux rouges et Izo se font attaquer par Kanjuro et l'équipage des cent bêtes. Kikunojo engage le combat avec Kanjuro, tandis que les autres fourreaux rouges et Izo combattent les autres ennemis. Dans les combles, Yamato raconte à Luffy son désir d'être libre et de partir sur son vaisseau lorsque dans l'espace de concert, Kaido entame son discours sur la situation géopolitique du monde et sur son projet de la "nouvelle Onigashima". Big Mom arrive sur les lieux, révélant qu'elle a capturé Zeus, Nami et Carrot en chemin. [Chapitre 985] |                                                                          |                                                    |                                                                    |                       |
| 994 | Duel à mort entre les Fourreaux rouges. Kikunojo contre Kanjuro !        | 赤鞘一騎打ち 菊之丞VSカン十郎                      | Akazaya Ikkiuchi - Kikunojō tai Kanjūrō                            | 3 octobre 2021        |
| Kaido et Big Mom dévoilent leur plan pour obtenir le One Piece. Ce plan comprend la domination totale du pays des Wa, y compris de la capitale des fleurs qui sera le nouvel emplacement d'Onigashima, ce qui conduit Kaido à trahir Orochi en le décapitant et à annoncer que Yamato sera le prochain shogun. Luffy et Yamato tombent des combles et cette dernière devient furieuse en entendant cela. À l'arrière de l'île, Kinémon et Denjiro se réunissent avec les autres fourreaux rouges après que Kanjuro a été vaincu par Kikunojo, avant qu'ils ne se dirigent tous en direction du château de Kaido pour commencer l'attaque surprise. [Chapitre 985-986] |                                                                          |                                                    |                                                                    |                       |
| 995 | Vengeance. Que la volonté d'Oden soit faite !                            | 討入り！受け継ぐおでんの意思                       | Uchiiri! Uketsugu Oden no Ishi                                     | 10 octobre 2021       |
| Alors que Luffy et Yamato se dirigent vers l'espace de concert, Luffy utilise son fluide offensif avancé pour détruire les menottes explosives de Yamato. Dans l'espace de concert, Kaido donne aux hommes d'Orochi le choix entre rejoindre son équipage ou mourir, et Fukurokuju et Hotei lui prêtent rapidement allégeance. Kaido donne alors à Momonosuké la possibilité de nier être membre de la famille Kozuki, car il ne peut pas croire que le jeune garçon soit le fils d'Oden. Cependant, Momonosuké trouve le courage de déclarer fièrement son héritage et sa volonté de devenir le shogun. Juste au moment où Kaido se prépare à l'exécuter et où Luffy et Yamato arrivent près de l'espace de concert, les neuf fourreaux rouges font irruption derrière Kaido et les trois superstars et ils attaquent l'Empereur tous ensemble. [Chapitre 986] |                                                                          |                                                    |                                                                    |                       |
| 996 | Chaos à Onigashima. Luffy déclare la guerre totale !                     | 鬼ヶ島激動 ルフィ全面戦争開始                      | Onigashima Gekidō - Rufi Zenmen Sensō Kaishi                       | 24 octobre 2021       |
| Grâce au "courant", les armes des fourreaux rouges transpercent Kaido à plusieurs endroits et ils tombent tous dans le sous-sol de l'espace de concert. Les samouraïs alliés révèlent leur véritable identité en retirant leurs déguisements tandis qu'Ulti affronte Yamato, qui officialise son départ de l'équipage des cent bêtes en déclarant qu'elle se fiche de la mort de son père. Dans le chaos, Big Mom remarque Luffy et l'affronte brièvement. Au même moment, Law infiltre le château de Kaido tandis que Who's Who arrête de poursuivre Yamato pour résoudre d'autres problèmes. Dans la salle de concert, Shinobu essaie d'approcher Momonosuké sans se faire remarquer par les trois superstars, et Nami et Carrot s'échappent des homies avec une attaque électrique combinée avant de récupérer Zeus. Lors de sa confrontation avec Big Mom, Luffy annonce qu'il n'est pas venu juste pour vaincre Kaido, mais pour régler le compte d'elle aussi, d'Orochi et de tous leurs subordonnées, avant de déclarer la guerre totale. [Chapitre 987] |                                                                          |                                                    |                                                                    |                       |
| 997 | Affrontements au clair de lune. Les berserks Sulong !                    | 月下の戦い 狂戦士“月の獅子”                        | Gekka no Tatakai - Kyōsenshi "Sūron"                               | 31 octobre 2021       |
| Queen apprend l'infiltration de plusieurs ennemis à toutes les entrées de l'île et il ordonne à l'équipage des cent bêtes de prendre les armes. Kaido ressort de l'attaque des fourreaux rouges avec des blessures mineures et il s'envole vers le toit du dôme sous sa forme de dragon azur, suivi par les fourreaux rouges qui s'accrochent à ses écailles. Sur le toit, le combat est sur le point de commencer sous la lumière de la pleine lune, mais les fourreaux rouges sont rejoints par la tribu des minks car ils ont l'intention de combattre Kaido avec leur forme Sulong. Jack et ses troupes arrivent également sur le toit pour prêter main-forte à son capitaine et alors que Caborage et Chavipère allaient se transformer, la tribu des minks leur conseille de garder leurs forces contre Kaido et après s'être transformés, ils partent à l'assaut de Jack et de ses troupes. [Chapitre 987-988] |                                                                          |                                                    |                                                                    |                       |
| 998 | Zeus se révolte. Nami est en danger !                                    | ゼウスの反逆！？ナミ絶体絶命！                     | Zeusu no Hangyaku!? Nami Zettai Zetsumei!                          | 7 novembre 2021       |
| Dans l'espace de concert, King aperçoit Shinobu essayant de libérer Momonosuké et il la jette du haut de l'estrade, mais Sanji, invisible grâce à sa Raid Suit, parvient à briser les chaînes de Momonosuké et il s'envole avec lui. Seulement, Sanji est contraint d'affronter King dans les airs, et après qu'il a donné le jeune garçon à Shinobu, il se fait violemment envoyer dans une tour par la superstar sous sa forme de ptéranodon. Pendant ce temps, Big Mom attaque Luffy avant de reprendre Zeus à Nami et de l'utiliser pour attaquer la jeune fille. Cependant, Franky et Brook arrivent sur les lieux, et le cyborg roule sur le visage de Big Mom avec le Black Rhino FR-U 4 pendant que l'homme squelette coupe Zeus en deux. [Chapitre 988] |                                                                          |                                                    |                                                                    |                       |
| 999 | Je te protégerai. Yamato rencontre Momonosuké !                          | 君を守る 邂逅ヤマトとモモの助                      | Kimi o Mamoru - Kaikō Yamato to Momonosuke                         | 14 novembre 2021      |
| Alors que Shinobu et Momonosuke pensent que Yamato est une ennemie et s'enfuient, les Numbers Jaki, Goki et Juki débarquent dans l'espace de concert. Franky tire sur Jaki pour sauver Usopp et Chopper mais alors que Big Mom allait l'attaquer, Jinbe et Robin interviennent et la font rouler jusqu'à l'extérieur de l'île. [Chapitre 989] |                                                                          |                                                    |                                                                    |                       |
| 1000 | Puissance hors du commun. L'équipage au Chapeau de paille au complet !   | 圧倒的戦力！麦わらの一味集結                       | Attōteki Senryoku! Mugiwara no Ichimi Shūketsu                     | 21 novembre 2021      |
| Alors que Jack, transformé en mammouth, domine la tribu des minks, Caborage et Chavipère se transforment en Sulong et ils décident de l'affronter. Pendant ce temps, King et Queen empêchent Luffy et Zoro d'atteindre le toit en les envoyant en bas de l'espace de concert. Après que Franky a formé le général Franky et que Sanji s'est remis de ses blessures, l'équipage de Chapeau de paille au complet se retrouve dans l'espace de concert. [Chapitre 989-990] |                                                                          |                                                    |                                                                    |                       |
| 1001 | Funeste invitation. Le plan pour éliminer Queen !                        | 危険な誘い！クイーン抹殺計画                       | Kiken na Sasoi! Kuīn Massatsu Keikaku                              | 28 novembre 2021      |
| King ordonne aux Tobi Roppo d'empêcher quiconque d'aller s'en prendre à Kaido sur le toit. L'équipage de Chapeau de paille continue son combat contre Goki et Juki, et Luffy utilise sa forme Gear Fourth. Pendant ce temps, Drake est confronté à Queen et Who's Who, qui ont découvert qu'il est un traître et qu'il avait libéré Law quelques jours plus tôt. Alors qu'il tente de s'échapper, Drake bat Juki et il rencontre Luffy, qui vainc dans le même temps Goki, puis il demande de se joindre à lui pendant cette guerre. [Chapitre 990] |                                                                          |                                                    |                                                                    |                       |
| 1002 | Nouvel affrontement fatidique. Nami et Ulti !                            | 新たな因縁！ナミとうるティ！                       | Arata na Innen! Nami to Uruti!                                     | 5 décembre 2021       |
| Luffy accepte que Drake rejoigne l'alliance, bien que Franky, Jinbe et Zoro ne soient pas d'accord, ce dernier attaquant même l'ancien Tobi Roppo. Après avoir été attaqués par Usopp qui se faisait passer pour Nami, Ulti et Page One poursuivent le duo. Apoo attaque Luffy et Sanji avec Hatcha, mais Franky essaie d'attirer ce dernier hors de l'espace de concert. Zoro et Drake mettent fin à leur affrontement pour attaquer Apoo mais cependant, Queen leur tire dessus avec des balles spécifiques. [Chapitre 991] |                                                                          |                                                    |                                                                    |                       |
| 1003 | Tragique héroïsme. Les Fourreaux rouges contre Kaido, le retour !        | 悲壮の刃！赤鞘VSカイドウ再び                       | Hisō no Yaiba! Akazaya tai Kaidō Futatabi                          | 12 décembre 2021      |
| Marco et Slurp rencontrent Big Mom à l'entrée de l'île, et l'impératrice affirme qu'elle est bel et bien alliée à Kaido. Slurp finit par accepter l'alliance, ce qui contraint Marco de mettre fin à leur collaboration et à combattre Big Mom. Au même moment, Carrot arrive sur les lieux et s'apprête à se battre contre Slurp pour venger la mort de Pedro. Pendant ce temps, sur le toit, Sicilion met Nangi hors d'état de nuire et Caborage et Chavipère réussissent à vaincre Jack, ce qui pousse Kaido à intervenir dans le combat pour combattre les fourreaux rouges. L'Empereur, leur tire dessus avec son souffle ardent mais cependant, Kinémon tranche les flammes et il blesse le visage de Kaido, et les fourreaux rouges se préparent à le combattre jusqu'à leur dernier souffle pour le tuer. [Chapitre 991-992] |                                                                          |                                                    |                                                                    |                       |
| 1004 | Une technique en héritage. Que s'abatte la lame d'Oden !                 | 悲壮の刃！赤鞘VSカイドウ再び                       | Uketsugishi Waza - Sakuretsu Oden no Hiken                         | 19 décembre 2021      |
| Sur le toit, les fourreaux rouges attaquent Kaido et ils réussissent à le blesser grâce à leur fluide offensif. Kaido tente de lancer un autre souffle ardent, mais Raizo l'absorbe avec son fruit du parchemin et le lui renvoie. Après cela, Kinémon, Denjiro, Ashura et Caborage utilisent ensuite le style à deux lames d'Oden et ils tranchent Kaido au même endroit où Oden lui a infligé sa cicatrice 20 ans auparavant. [Chapitre 992] |                                                                          |                                                    |                                                                    |                       |
| RP 4 | Épisode spécial. Le jardin secret de Barto !                             | ルフィ先輩応援企画！バルトの秘密の部屋！           | Rufi Senpai Ōen Kikaku! Baruto no Himitsu no Heya!                 | 26 décembre 2021      |
| Résumé des actions de Luffy lors de l'arc Pays des Wa. |                                                                          |                                                    |                                                                    |                       |
| 1005 | La force des démons de glace. Une nouvelle balle excidémique !           | 氷鬼の威力！新たな疫災弾                           | Kōri Oni no Iryoku! Arata na Ekisaito Dan                          | 9 janvier 2022        |
| À l'intérieur d'Onigashima, le nouveau virus de Queen se propage tandis que Jinbe rejoint Luffy et Sanji qui se dirigaient vers le toit. À la capitale des fleurs, alors que le festival du feu est célébré, les habitants expriment leur souhait de voir la chute de Kaido et d'Orochi, ignorant tout de la bataille en cours. Sur le toit d'Onigashima, Kaido se relève après l'attaque des fourreaux rouges et il lance une contre-attaque qui coupe le bras gauche de Kikunojo. [Chapitre 993] |                                                                          |                                                    |                                                                    |                       |
| 1006 | Tu vas payer. La détermination de Chopper !                              | 許さねェ！チョッパーの決意！                       | Yurusanē! Choppā no Ketsui!                                        | 16 janvier 2022       |
| King ordonne à l'équipage des cent bêtes de capturer et de tuer Momonosuké, qui tombe avec Shinobu sur Sasaki et la division blindée, mais ils sont sauvés par Yamato. Alors que dans l'espace de concert, les contaminations au virus des démons de glace continuent, sur le toit, les fourreaux rouges traîtent la blessure de Kikunojo tandis que Kaido reprend sa forme humaine. [Chapitre 993-994] |                                                                          |                                                    |                                                                    |                       |
| 1007 | L'assaut de Zoro. Jouer à chat avec les démons de glace !                | ゾロの追撃！氷鬼in鬼ゴッコ                         | Zoro no Tsuigeki! Kōri Oni in Onigokko                             | 23 janvier 2022       |
| Dans l'espace de concert, les membres de l'alliance ninja-pirate-mink-samouraï mais aussi les Pleasures et Waiters de l'équipage des cent bêtes sont contaminés par le virus des démons de glace, qui les tuera en une heure qu'ils ne sont pas soignés d'ici-là. Pour son propre amusement, Queen décide de donner de lui-même l'antidote à Apoo, ce qui fait que ce dernier se retrouve poursuivi par Zoro, Drake et tous les samouraïs. Pendant ce temps, Shinobu et Momonosuké se font protéger par Yamato de l'attaque de Sasaki et de la division blindée. [Chapitre 994] |                                                                          |                                                    |                                                                    |                       |
| 1008 | Nami capitule ? Les coups de boule d'Ulti !                              | ナミ降伏！？うるティの猛頭突き                     | Nami Kōfuku!? Uruti no Mō-zutsuki                                  | 30 janvier 2022       |
| Marco combat Big Mom mais elle finit par l'immobiliser et Slurp s'apprête à l'achever. Dans l'espace de concert, Apoo essaie de retenir Zoro et Drake qui le poursuivent pour l'antidote tandis que Chopper se rend compte qu'il a contracté le virus. Pendant ce temps, Ulti et Page One battent facilement Usopp et Nami, leurs attaques étant inefficaces. Après les avoir assommé de plusieurs coups à la tête, Ulti accepte de laisser Nami vivre si elle nie que Luffy deviendra le roi des pirates. Cependant, Nami refuse de le dire et Ulti est empêchée de l'achever lorsque Komachiyo, sous les ordres de Tama, attaque la Tobi Roppo. [Chapitre 995] |                                                                          |                                                    |                                                                    |                       |
| 1009 | L'assaut effréné de Sasaki. La division blindée contre Yamato !          | ササキの猛攻 装甲部隊VSヤマト                      | Sasaki no Mōkō - Sōkōbutai tai Yamato                              | 6 février 2022        |
| Slurp tente d'achever Marco mais il est soudainement attaqué par Carrot et Wanda avec leur forme Sulong, et Big Mom décide de retourner dans l'espace de concert. Pendant ce temps, Tama et Komachiyo prennent la fuite avec Usopp et Nami tandis que Baboumaru retient Page One et Ulti. Au même moment, Yamato continue de se battre contre la division blindée pour protéger Momonosuke et Shinobu, et elle s'apprête à combattre Sasaki lorsque Franky arrive sur les lieux, poursuivi par Hatcha. Ce dernier crée un trou dans le sol en tentant d'attaquer Franky, permettant à Momonosuké, Shinobu et Yamato de s'échapper alors que cette dernière lance une attaque qui vainc Hatcha. [Chapitre 995-996] |                                                                          |                                                    |                                                                    |                       |
| 1010 | La fin des démons. Chopper et la tactique du feu !                       | 氷鬼を破れ チョッパーの火策！                      | Kōri Oni o Yabure - Choppā no Hisaku!                              | 13 février 2022       |
| Law recherche le Road Ponéglyphe dans l'espoir d'apprendre la vérité sur la volonté du D. Dans le château, Kidd et Killer se frayent un chemin pour atteindre Kaido, rassemblant autant de métaux que possible en cours de route. Alors que Kaido prend facilement le dessus sur les neuf fourreaux rouges, Big Mom vole à travers l'espace de concert pour atteindre le toit. Après cela, voyant le bras de Kiku tomber du toit et les ravages des démons de glace, Zoro met Apoo hors d'état de nuire et il s'empare de l'antidote, et Chopper révèle que les personnes infectées peuvent arrêter la propagation du virus en utilisant du feu et qu'il compte fabriquer des antidotes pour tout le monde. Pendant ce temps, Luffy, Sanji et Jinbe se dirigent vers le toit lorsque Sanji entend quelque chose. [Chapitre 996-997] |                                                                          |                                                    |                                                                    |                       |
| 1011 | Hors de question. Sanji et la tentation de l'araignée !                  | よかねエよ！！サンジを誘う蜘蛛                     | Yokanē yo!! Sanji o Sasou Kumo                                     | 20 février 2022       |
| Sanji part de son côté pour sauver une femme qui semble être en danger, mais il tombe dans le piège de Black Maria et ses subordonnés. Pendant ce temps, Luffy et Jinbe sont aidés par des samouraïs qui ont construit une échelle pour les amener directement au quatrième étage du château. Dans l'espace de concert, Queen tente de tirer sur Chopper mais il est arrêté par Zoro. Soudainement, le sol commence à trembler et alors que Yamato, Shinobu et Momonosuké atteignent le port, ils découvrent que Kaido a fait lévité Onigashima dans les airs avec des "nuages de flammes" afin d'amener l'île jusqu'à la capitale des fleurs. [Chapitre 997] |                                                                          |                                                    |                                                                    |                       |
| 1012 | Retournement de situation. Les flammes de Marco le phénix !              | 逆転の一手！不死鳥マルコの炎                       | Gyakuten no Itte! Fushichō Maruko no Honō                          | 27 février 2022       |
| Marco utilise ses flammes de phénix pour arrêter la propagation du virus des démons de glace, donnant à Chopper plus de temps pour produire les antidotes. Apoo se relève afin de tenter de reprendre l'antidote mais il est attaqué par Drake, et avec suffisamment d'alliés pour protéger Chopper, Zoro, Robin et Brook décident de quitter l'espace de concert. Au quatrième étage, Jinbe reste pour combattre l'équipage des cent bêtes pendant que Luffy avance vers le toit. Dans la tour du cerveau droit, Sasaki se confronte à Franky en se transformant en tricératops. À l'extérieur du dôme, Page One et Ulti tentent de retrouver Nami et Usopp après avoir vaincu Hihimaru. Pendant ce temps, Yamato, Momonosuké et Shinobu se cachent dans une réserve où se trouve une grande statue de dragon, et la fille de Kaido révèle au jeune garçon que la statue a été endommagée par Ace lorsqu'il était venu sur Onigashima pour tuer Kaido il y a quelques années. [Chapitre 998] |                                                                          |                                                    |                                                                    |                       |
| 1013 | Le passé de Yamato. L'homme qui voulait la tête d'un Empereur !          | ヤマトの過去 四皇の首を狙う男                      | Yamato no Kako - Yonkō no Kubi o Nerau Otoko                       | 6 mars 2022           |
| Au troisième étage, Black Maria s'est transformée en rosamygale grauvogeli et elle poursuit Sanji alors qu'il tente de s'enfuir. Au quatrième étage, après le départ de Luffy, Jinbe décide d'affronter Who's Who, transformé en tigre à dents de sabre. Pendant ce temps, Yamato raconte qu'il y a environ trois ans, Ace est venu sur Onigashima avec son équipage pour combattre Kaido et qu'il a affronté Yamato, l'Empereur étant en expédition. Au cours de leur combat, Ace a appris le désir de Yamato de quitter le pays des Wa et, ensemble, ils ont endommagé la statue de dragon de Kaido. [Chapitre 998-999] Cet épisode est le dernier diffusé au Japon avant le hiatus dû au piratage du réseau de la Toei Animation. |                                                                          |                                                    |                                                                    |                       |
| 1014 | Les larmes de Marco. La fraternité de l'équipage de Barbe Blanche !      | マルコの涙！白ひげ海賊団の絆                       | Maruko no Namida! Shirohige Kaizokudan no Kizuna                   | 17 avril 2022         |
| Marco emmène Zoro sur le toit mais il se retrouve confronté à King et à Queen. Pendant son vol, il se souvient du moment où Barbe Blanche a refusé de retourner au pays des Wa pour affronter Kaido et où il a également interdit à Ace d'y aller seul, la raison étant que les dégâts et les pertes seraient trop importants même si c'était pour venger Oden Kozuki. Alors qu'au cinquième étage du château, les mousquetaires de Caborage dégagent le chemin de Luffy vers le toit et que dans l'espace de concert, Marco retient King et Queen tout en projetant Zoro vers le haut, sur le toit, Big Mom demande à Kaido d'épargner Robin pour lire les ponéglyphes et elle révèle qu'il a une dette envers elle après qu'elle lui a donné le fruit du poisson, version dragon azur à God Valley 38 ans plus tôt. [Chapitre 999] Cet épisode est le premier diffusé au Japon après le hiatus dû au piratage du réseau de la Toei Animation. |                                                                          |                                                    |                                                                    |                       |
| 1015 | Luffy au chapeau de paille. Le futur Roi des pirates !                   | 麦わらのルフィ 海賊王になる男                      | Mugiwara no Rufi - Kaizoku Ō ni Naru Otoko                         | 24 avril 2022         |
| Yamato se souvient de sa rencontre avec Ace et ce dernier lui avait révélé le rêve de Luffy, qui avait lu les mêmes mots dans le journal de bord d'Oden Kozuki et qui citait le roi des pirates, Gol D. Roger. Avant le départ d'Ace, Yamato lui a conçu une carte de vie afin qu'ils puissent se retrouver un jour, mais la partie de Yamato a disparu lorsque son ami est décédé. Yamato révèle à Momonosuké qu'Oden avait écrit dans son journal de bord que s'il ne survivait pas, alors de puissants pirates à la tête d'une nouvelle génération viendraient dans le Nouveau Monde et élimineraient Kaido dans un peu plus de 20 ans. Alors que Yamato raconte cela, Luffy, Zoro, Law, Kidd et Killer arrivent sur le toit afin d'affronter Kaido et Big Mom. Luffy, tout en ignorant les deux Empereurs, va parler à Kinémon, qui a été vaincu avec les autres fourreaux rouges, et le samouraï demande à Luffy s'il peut lui confier le destin du pays des Wa. Alors que Kaido s'apprête à l'attaquer, Luffy demande à Law de faire descendre les fourreaux rouges pendant qu'il esquive l'attaque de l'Empereur. Alors qu'il se rappelle plusieurs événements qui l'ont amené jusqu'ici, il frappe Kaido au visage avec un Gum Gum Red Rohk, un puissant coup de poing utilisant le Gear Third et le fluide offensif avancé, qui l'envoie s'écraser au sol. Luffy dit alors à Kaido et à Big Mom qu'il les surpassera et qu'il deviendra le roi des pirates. [Chapitre 1000] |                                                                          |                                                    |                                                                    |                       |
| RP 5 | Épisode spécial. Le jardin secret de Barto, acte 2 !                     | ゾロ先輩とサンジ先輩応援企画！バルトの秘密の部屋！ | Zoro Senpai to Sanji Senpai Ōen Kikaku! Baruto no Himitsu no Heya! | 1er mai 2022          |
| Résumé des actions de Zoro et Sanji lors de l'arc Pays des Wa. |                                                                          |                                                    |                                                                    |                       |
| 1016 | Combat de titans. L'orgueil des trois capitaines !                       | 怪物決戦！意地張りあう三船長                       | Kaibutsu Kessen! Ijihariau San Senchō                              | 8 mai 2022            |
| Le combat entre les cinq membres de la "génération terrible" et les deux Empereurs, Kaido et Big Mom, commence, avec Luffy qui réussit à résister au grondement de tonnerre divin de Kaido et Zoro qui utilise la technique du "renard à la flamme" pour trancher Prométhée en deux. Après que Zoro et Killer ont effectué une attaque combinée contre Kaido, Luffy, Law et Kidd utilisent leurs pouvoirs et s'apprêtent à attaquer l'Empereur. [Chapitre 1001] |                                                                          |                                                    |                                                                    |                       |
| 1017 | Déluge d'attaques. La génération terrible s'acharne !                    | 大技連発！最悪の世代の猛攻！                       | Ōwaza Renpatsu! Saiaku no Sedai no Mōkō!                           | 15 mai 2022           |
| Luffy, Law et Kidd attaquent Kaido avec de puissantes techniques simultanées contre ce dernier. Néanmoins, il se transforme en dragon azur et il s'envole pour affronter la "génération terrible" aux côtés de Big Mom, puis il attaque ses cinq ennemis. Cependant, Luffy, Zoro, Law, Kidd et Killer arrivent à attaquer successivement l'Empereur et à le blesser, jusqu'à ce que Big Mom intervienne avec une puissante attaque foudroyante. Seulement, Luffy, étant fait de caoutchouc, est indemne et il attaque Kaido avec une série de coups de poing. [Chapitre 1001-1002] |                                                                          |                                                    |                                                                    |                       |
| 1018 | Kaido hilare. Les Empereurs contre les nouveaux venus !                  | 笑うカイドウ！四皇VS新世代！                       | Warau Kaidō! Yonkō tai Shin Sedai!                                 | 22 mai 2022           |
| Après avoir réussi à frapper Kaido avec une rafale de coups de poing, le Gear Fourth de Luffy arrive à expiration, forçant Zoro à le protéger tandis que les deux Empereurs continuent leur assauts. Zoro parvient à couper Kaido avec succès, et ce dernier réalise que le jeune sabreur utilise le sabre d'Oden. Pendant ce temps, le CP-0 observe la bataille depuis une salle à l'intérieur d'Onigashima, et ils gardent un œil sur les forces en présence des deux camps. Sur le toit, Kaido décide d'utiliser sa forme hybride et dit à Big Mom que ce combat est amusant. [Chapitre 1003] |                                                                          |                                                    |                                                                    |                       |
| 1019 | Le plan secret d'O-Tama. Opération Boulette de millet !                  | お玉の秘策！きびだんご大作戦                       | Otama no Hisaku! Kibi Dango Dai Sakusen                            | 29 mai 2022           |
| Speed, qui avait emmené Tama sur Onigashima avec son navire, donne, avec Gazelleman et Trouduc, des kibi dango aux autres Gifters afin de les apprivoiser et les forcer à se battre contre leur propre équipage. Nami, Usopp, Tama et Komachiyo arrivent jusqu'à l'endroit où Franky et Sasaki se battent, et Usopp tire des kibi dango dans la bouche des Gifters de la division blindée tandis que Nami attaque Ulti avec une lance foudroyante. Alors que Sasaki est distrait par la tournure des événements, Franky en profite pour le blesser avec son épée. [Chapitre 1004] |                                                                          |                                                    |                                                                    |                       |
| 1020 | Le cri de Sanji. Un SOS qui résonne sur l'île !                          | サンジ絶叫！島中に響くSOS                          | Sanji Zekkyō! Shimajū ni Hibiku Esu Ō Esu                          | 5 juin 2022           |
| Dans la salle du banquet, Black Maria et ses subordonnés ont de nouveau maîtrisé Sanji, et la Tobi Roppo demande à ce dernier d'appeler Robin à travers un masque spécial qui diffusera sa voix dans tout le château. Black Maria reçoit alors un rapport de King selon lequel Bao Huang a trouvé les neuf fourreaux rouges dans le pavillon des trésors, et elle accepte d'y aller et de les achever. Cependant, Bao Huang aperçoit une dixième personne dans la pièce qui soigne les blessures des samouraïs. Étant sous pression, Black Maria frappe Sanji jusqu'à ce qu'il finit par faire un appel à l'aide à Robin. Cependant, Black Maria refuse de le laisser s'enfuir et alors qu'elle s'apprête à le cogner à nouveau, Robin arrive et frappe la Tobi Roppo avec un puissant coup de paume. [Chapitre 1004-1005] |                                                                          |                                                    |                                                                    |                       |
| 1021 | Spank explosif. Sanji et son mal des femmes !                            | スパンク炸裂！サンジの女難！                       | Supanku Sakuretsu! Sanji no Jonan!                                 | 12 juin 2022          |
| Après que Robin a frappé Black Maria, Brook la rejoint et libère Sanji de la toile d'araignée. Pendant ce temps, après avoir été repérés par les éclaireurs de l'équipage des cent bêtes, connus sous le nom de "Marys", Shinobu et Yamato sont obligées de se battre tandis que Momonosuké se cache dans les vêtements de cette dernière. Bao Huang les repère et diffuse leur emplacement, et Sanji apprend que le groupe de Momonosuké est en difficulté et il est obligé de choisir entre aller sauver ces derniers ou les neuf fourreaux rouges. À l'entrée d'Onigashima, Slurp rejoint la bataille dans le château après avoir vaincu Carrot et Wanda. Au même moment, Jack annonce qu'il va aller tuer lui-même les neuf fourreaux rouges à la place de Black Maria, tandis que cette dernière se prépare à affronter Robin et Brook. [Chapitre 1005-1006] |                                                                          |                                                    |                                                                    |                       |
| 1022 | Aucun regret. Hyogoro et Luffy, maître et disciple !                     | 悔いなし ルフィと親分師弟の絆                      | Kui Nashi - Rufi to Oyabun Shitei no Kizuna                        | 19 juin 2022          |
| Dans l'espace de concert, les samouraïs et les Waiters et Pleasures de l'équipage des cent bêtes luttent pour éviter de se transformer complètement en démons de glace, alors que Chopper travaille sur le remède. Tandis que Marco affronte King et Queen simultanément, X-Drake et Hyogoro retiennent Apoo et ses forces, Hyogoro revenant à la taille qu'il avait à l'époque où Oden était en vie, à cause du virus qui tire le reste de sa force. Malgré le retour de son niveau de puissance qu'il avait à son apogée, Hyogoro est obligé de demander à Yatappé de le tuer car le virus est sur le point de prendre le dessus, il fait ainsi face à la mort sans regrets. [Chapitre 1006] |                                                                          |                                                    |                                                                    |                       |
| RP 6 | Le grand exposé. La légende de Kozuki Oden !                             | 大徹底解剖！光月おでん伝説！                       | Dai Tettei Kaibō! Kōzuki Oden Densetsu!                            | 26 juin 2022          |
| Résumé de la vie d'Oden Kozuki. |                                                                          |                                                    |                                                                    |                       |
| 1023 | Préparatifs achevés. Chopperphage Nebulizer !                            | 準備OK！チョパファージ霧砲                         | Junbi Ōkē! Chopafāji Neburaizā                                     | 3 juillet 2022        |
| Chopper termine avec succès sa solution au virus des démons de glance, qui est un contre-virus qui permet de contrer le virus de Queen et qui permet d'empêcher Yatappé de tuer Hyogoro. Il tire le Chopper Nebulizer avec un canon, ce qui remplit l'espace de concert avec un gaz qui guérit à la fois les samouraïs et les membres de l'équipage des cent bêtes contaminés. Avant l'arrivée de Chopper, Queen avait dit aux Waiters et Pleasures qu'ils étaient inutiles et qu'ils pourraient mieux le servir en mourrant, ce qui les amène à se retourner contre lui et à protéger Chopper de ses attaques. Marco attrape alors le cou de Queen, permettant à Chopper d'activer son Monster Point et de frapper la superstar. Dans le pavillon des trésors, la personne mystérieuse qui s'est occupé des neuf fourreaux rouges a disparu, et les samouraïs se relèvent pour aller rejoindre le champ de bataille. Cependant, la porte s'ouvre et une personne apparaît, qui semble être Oden Kozuki vivant et en bonne santé. [Chapitre 1007] |                                                                          |                                                    |                                                                    |                       |
| 1024 | Le retour d'Oden. Les fourreaux rouges vacillent !                       | おでん現る！揺れる赤鞘の心！                       | Oden Arawaru! Yureru Akazaya no Kokoro!                            | 10 juillet 2022       |
| Dans le château, Momonosuké dit à Yamato et Shinobu qu'il se sent faible et stupide, mais Shinobu le rassure en lui disant qu'il a été courageux, et cela le fait soudainement se transformer en sa forme de dragon et sortir des vêtements de Yamato. Dans la salle du château, les agents du CP-0 révèlent que le fruit du démon artificiel que Végapunk a fabriqué a été conçu en extrayant le "facteur de lignage" de Kaido. Pendant ce temps, au pavillon des trésors, Oden prétend qu'il a été envoyé dans le futur par les pouvoirs de Toki, et la plupart des neuf fourreaux rouges croient que c'est vraiment lui. Cependant, Ashura Doji et Raizo réalisent rapidement qu'il s'agit d'un faux, et quand "Oden" ne saigne pas après qu'Ashura lui a coupé le visage, les fourreaux se rendent compte que c'est l'un des dessins de Kanjuro et que leur ancien camarade a survécu, et ce dernier leur annonce qu'il compte tuer Momonosuké avant de mourir de ses blessures. Sur le toit, les cinq membres de la "génération terrible" tentent désespérément de trouver un moyen de prendre le dessus sur Kaido et Big Mom. [Chapitre 1007-1008] |                                                                          |                                                    |                                                                    |                       |
| 1025 | La fin de la génération terrible. Les Empereurs sortent le grand jeu !   | 最悪の世代全滅！？四皇の大技！                     | Saiaku no Sedai Zenmetsu!? Yonkō no Ōwaza!                         | 17 juillet 2022       |
| Dans le pavillon des trésors, le dessin d'Oden allume des explosifs suspendus sous ses vêtements pour tuer les fourreaux rouges. Cependant, Ashura attrape le faux Oden afin de le faire sortir de la pièce, se sacrifiant ainsi dans l'explosion qui s'ensuit pour sauver ses camarades. Alors qu'ils sortent du pavillon, les fourreaux rouges sont découverts par Jack et Caborage reste sur les lieux pour affronter seul la superstar tandis que le reste de ses camarades partent au secours de Momonosuké, qui est recherché par Kanjuro. Pendant ce temps, Orochi révèle qu'il est bel et bien vivant malgré l'apparente décapitation de Kaido plus tôt dans la soirée, et en compagnie de Fukurokuju, il traverse le château en y mettant le feu en guise de vengeance. Sur le toit, Kaido et Big Mom utilisent une attaque combinée monstrueusement puissante, mais Zoro parvient à la bloquer assez longtemps pour permettre à Luffy et aux autres de s'échapper. [Chapitre 1008-1009] |                                                                          |                                                    |                                                                    |                       |
| 1026 | Les supernovae contre-attaquent. Le plan de séparation des Empereurs !   | 超新星反撃！四皇分解作戦                           | Chōshinsei Hangeki! Yonkō Bunkai Sakusen                           | 24 juillet 2022       |
| Dans le château, les fourreaux rouges tombent sur Orochi et Fukurokuju, et alors que le shogun tente d'attaquer lui-même les samouraïs blessés avec son fruit du démon, ces derniers parviennent à lui couper six têtes en même temps. Les samouraïs continuent leur route à l'exception de Raizo, qui reste seul pour affronter Fukurokuju. Sur le toit, Luffy attaque Kaido, mais l'Empereur le domine avec son souffle ardent et sa massue. Pendant ce temps, Law téléporte Zeus dans une boîte en métal fabriquée par Kidd, tandis que Zoro coupe Prométhée en petits morceaux et Killer attaque Napoléon. Kidd tire ensuite des pointes de métal sur Big Mom et malgré l'attaque de cette dernière, il repousse ensuite la ferraille qu'il lui a attachée pour la jeter en l'air, permettant à Law de la frapper avec un rocher qui envoie l'Impératrice en dehors d'Onigashima, et ainsi, elle tombe dans l'océan sans que ses homies spéciaux puissent venir la sauver. [Chapitre 1009] |                                                                          |                                                    |                                                                    |                       |
| 1027 | Protège Luffy. L'escrime de Zoro et Law !                                | ルフィを守れ！ゾロとローの剣技                     | Rufi o Mamore! Zoro to Rō no Kengi                                 | 31 juillet 2022       |
| Kaido attaque Zoro pour l'arrêter de s'en prendre à Prométhée, et Law téléporte Zoro loin de l'attaque de l'Empereur. Cela permet à Prométhée de voler et d'aller sauver Big Mom, et Kidd et Killer se dirigent vers elle pendant que les autres continuent de combattre Kaido. Zoro, ayant subi de graves blessures en bloquant l'attaque combinée des Empereurs un peu plus tôt, met l'énergie qui lui reste dans une technique à neuf sabres, ce qui laissa une cicatrice importante sur Kaido et ce qui le fit soupçonner que le jeune sabreur a utilisé le fluide royal. Kaido met à terre Zoro et Law avec le grondement de tonnerre divin, mais après cela, Luffy reprend conscience et il s'apprête à affronter à nouveau l'Empereur. [Chapitre 1010] |                                                                          |                                                    |                                                                    |                       |
| F15 | One Piece: Red                                                           | ONE PIECE FILM RED                                 | Wan Pīsu Firumu Reddo                                              | 6 août 2022           |
| 1028 | Surclasser l'Empereur. Luffy ou le poing de la rébellion !               | 四皇を超えろ ルフィ反撃の鉄拳                      | Yonkō o Koero - Rufi Hangeki no Tekken                             | 7 août 2022           |
| Big Mom attaque Kidd et Killer avec un nouveau homie spécial de foudre, nommée Héra. Ils sont propulsés à l'intérieur du château de Kaido et alors qu'ils partent à la recherche de Big Mom, ils se retrouvent confrontés à Hawkins, et Killer reste sur place pour le combattre pendant que Kidd continue son chemin. Pendant ce temps, constatant que les techniques avec le fluide offensif avancé qu'il a apprises n'ont pas réussi à infliger de réels dégâts à Kaido, Luffy se rend compte que l'on peut également revêtir le fluide royal sur ses membres ou sur des armes, ce dont Kaido est capable. Après cela, Luffy commence à revêtir son propre fluide royal sur ses poings et ses pieds et il frappe violemment Kaido sans le toucher, puis il dit à Law et Zoro qu'ils peuvent redescendre en bas pendant qu'il affronte l'Empereur seul. [Chapitre 1010-1011] |                                                                          |                                                    |                                                                    |                       |

### ArcPassé d'Uta
| No                                                      | Titre français                                     | Titre japonais                 | Titre japonais                             | Date de 1re diffusion |
| No                                                      | Titre français                                     | Kanji                          | Rōmaji                                     | Date de 1re diffusion |
| ------------------------------------------------------- | -------------------------------------------------- | ------------------------------ | ------------------------------------------ | --------------------- |
| 1029                                                    | Vagues souvenirs. Luffy et Uta, la fille du Roux ! | 淡い記憶 ルフィと赤髪の娘ウタ  | Awai Kioku - Rufi to Akagami no Musume Uta | 14 août 2022          |
| [Filler]                                                |                                                    |                                |                                            |                       |
| 1030                                                    | Serment pour une nouvelle ère. Luffy et Uta !      | 新時代の誓い！ルフィとウタ     | Shin Jidai no Chikai! Rufi to Uta          | 21 août 2022          |
| [Filler]                                                |                                                    |                                |                                            |                       |
| RP 7                                                    | Le Log légendaire. Shanks le Roux !                | 伝説の記録！赤髪のシャンクス！ | Densetsu no Kiroku! Akagami no Shankusu!   | 28 août 2022          |
| Résumé des actions de Shanks depuis l'arc Romance Dawn. |                                                    |                                |                                            |                       |

### ArcPays des Wa(3epartie)
| No | Titre français                                                            | Titre japonais                            | Titre japonais                                            | Date de 1re diffusion |
| No | Titre français                                                            | Kanji                                     | Rōmaji                                                    | Date de 1re diffusion |
| --- | ------------------------------------------------------------------------- | ----------------------------------------- | --------------------------------------------------------- | --------------------- |
| 1031 | Les hurlements de Nami. Course désespérée contre la mort !                | ナミ絶叫 絶体絶命デスレース！             | Nami Zekkyō - Zettai Zetsumei Desu Rēsu!                  | 4 septembre 2022      |
| Sur le toit, Law se téléporte ainsi que Zoro et Zeus à l'intérieur du château, laissant Luffy combattre Kaido seul. Pendant ce temps, Nami, Usopp et Tama tentent d'aller jusqu'à l'espace de concert avec Komachiyo, et les deux pirates tentent tant bien que mal à semer Page One qui les poursuit. Ils tombent ensuite sur Big Mom, qui est ravie de revoir Tama et qui révèle qu'elle se souvient de ce qui s'est passé pendant qu'elle était amnésique. Lorsque Big Mom se souvient du repas qu'elle a pris au village des restes, Tama lui dit que l'équipage des cent bêtes l'ont incendié. Cette nouvelle enrage Big Mom et elle attaque Page One avec un coup de poing recouvert de fluide royal, mettant ce dernier hors d'état de nuire instantanément et alors qu'Ulti arrive sur les lieux en même temps. [Chapitre 1011] |                                                                           |                                           |                                                           |                       |
| 1032 | L'aube point sur Wano. De l'huile sur le feu de la guerre totale !        | ワノ国の夜明け 全面対決激化！             | Wano Kuni no Yoake - Zenmen Taiketsu Gekika!              | 11 septembre 2022     |
| Kinémon et Kikunojo se séparent des autres fourreaux pour aller protéger Momonosuké de Kanjuro, et Chavipère décide d'aller venger Pedro en tentant de retrouver Slurp. Pendant ce temps, Yamato se prépare à retourner au combat avec un faux Momonosuké afin de détourner l'attention sur lui. Ailleurs dans le château, Ulti affronte Big Mom pour venger Page One, et alors que Nami et Usopp essaient d'utiliser ce conflit pour s'enfuir, la Tobi Roppo attaque Komachiyo. Tama tente d'arrêter Ulti mais cette dernière la gifle violemment, et en réponse, Nami la frappe avec un éclair et elle est désormais déterminée à la vaincre. [Chapitre 1012] |                                                                           |                                           |                                                           |                       |
| 1033 | L'apothéose du combat. Le poing au fluide royal de Luffy !                | 決着！ルフィ加速する覇王の拳              | Ketchaku! Rufi Kasoku Suru Haō no Kobushi                 | 18 septembre 2022     |
| Dans le château, Sanji porte Zoro qui est emballé dans un ensemble de bandages, l'ayant récupéré après l'avoir rencontré avec Law sur le chemin. Après être tombés sur Kawamatsu et Izo, Zoro leur suggère d'aller à l'espace de concert. Pendant ce temps, Ulti parvient à résister à l'attaque de Nami et à l'attraper, mais avant qu'elle lui cogne la tête, Big Mom combine Prométhée, Napoléon et Héra pour tirer un puissant laser qui vainc Ulti instantanément. Zeus s'approche alors de Big Mom, mais elle lui annonce qu'elle n'a plus besoin de lui. Sur le toit, après un intense combat, Kaido bat une nouvelle fois Luffy et il fait tomber le jeune pirate inconscient dans la mer, mais l'Empereur regrette de ne pas s'être assuré que Luffy était mort et de ne pas avoir ainsi enlevé tout espoir de victoire à l'alliance. [Chapitre 1012-1013] |                                                                           |                                           |                                                           |                       |
| 1034 | Luffy défait. Son équipage à la peine !                                   | ルフィ敗北！麦わらの一味窮地!?            | Rufi Haiboku! Mugiwara no Ichimi Kyūchi!?                 | 25 septembre 2022     |
| Sur le toit, alors que Luffy atterrit dans la mer, Kaido déclare que son revêtement de fluide royal laissait à désirer et qu'il n'a apparemment pas pu devenir Joy Boy. Bao Huang contacte alors l'Empereur pour lui dire que Momonosuké a été retrouvé, et alors que Yamato se bat contre l'équipage des cent bêtes dans le château, Momonosuké lit le journal de bord d'Oden et il se rend compte qu'il ne doit pas mourir. Dans l'espace de concert, Chopper continue de se battre contre Queen, bien que ce dernier profite de l'aide de Slurp. Au même moment, après avoir définitivement dit à Zeus qu'il n'était plus utile, Big Mom ordonne à Héra de consommer son âme et de devenir plus forte. Nami tente de le sauver mais il finit par être consommé. Big Mom poursuit alors Nami, Usopp et Tama alors qu'ils tentent de fuir, mais Kidd arrive et attaque l'Empereur afin de l'affronter. [Chapitre 1013-1014] |                                                                           |                                           |                                                           |                       |
| 1035 | Les cent bêtes se déchaînent. La fin des Kozuki !                         | 百獣蹂躙！光月家の終焉！                  | Hyakujū Jūrin! Kōzuki-ke no Shūen!                        | 2 octobre 2022        |
| Dans l'espace de concert, Chopper attaque Queen avec son Monster Point, qui a été rallongé avec l'aide de César Clown, mais il ne trouve pas le moyen de blesser la superstar, tandis que Slurp continue de tirer des flèches de bonbons. Au même moment, Bao Huang annoncer la victoire de Kaido à tout le monde dans le château, alors que ce dernier commence à descendre à l'intérieur. Sous les combles du 1er étage du château, Kinémon et Kikunojo se réunissent avec Momonosuké et Shinobu, mais Kanjuro arrive dans un autre dessin d'Oden. Kiku l'attaque, mais il hésite au dernier moment à lui porter un coup, permettant à Kanjuro de le poignarder. Enragé, Kinémon tranche Kanjuro, et alors qu'il s'évanouit, l'espion déclare que cette fin lui convient, étant donné qu'il a été tranché par son compagnon le plus proche. Seulement, Kaido arrive alors dans les combles et il attaque violemment Kinémon alors que Shinobu s'enfuit désespérément avec Momonosuké. Pendant ce temps, Onigashima arrive au-dessus du territoire principal du pays des Wa. [Chapitre 1014] |                                                                           |                                           |                                                           |                       |
| RP 8 | Le grand exposé. Ça va saigner ! Les cinq nouveaux venus.                 | 大徹底解剖！激闘！5人の新世代             | Dai Tettei Kaibō! Gekitō! Go-nin no Shin Sedai            | 9 octobre 2022        |
| Résumé du combat sur le toit d'Onigashima entre les cinq membres de la "génération terrible" et les deux Empereurs, Kaido et Big Mom. |                                                                           |                                           |                                                           |                       |
| 1036 | Résistez dans la nuit noire. Le cri du généralissime de Wano !            | 闇夜に抗え ワノ国総大将吠える             | Yamiyo ni Aragae - Wano Kuni Sōdaishō Hoeru               | 16 octobre 2022       |
| Dans l'espace de concert, alors que Queen et Slurp sont sur le point d'achever Chopper et les membres de l'alliance présents, Sanji arrive et attaque ces derniers en même temps. Il laisse Zoro aux soins de Chopper tandis qu'il se confronte à Queen. Pendant ce temps, alors que Kaido achève Kinémon en perçant sa poitrine, Momonosuké se rend compte que la voix dans sa tête provient de Luffy. Tandis qu'il se retrouve, avec Shinobu, poursuivi par Kaido, Momonosuké trouve une "Meary's" et il l'utilise pour diffuser le message de Luffy, qui confirme qu'il est en vie et qu'il reviendra au combat. [Chapitre 1015] |                                                                           |                                           |                                                           |                       |
| 1037 | Croyez en Luffy. La contre-attaque de l'alliance !                        | ルフィを信じろ！同盟反撃開始！            | Rufi o Shinjiro! Dōmei Hangeki Kaishi!                    | 23 octobre 2022       |
| Après le message de Luffy retransmis par Momonosuké, les membres de l'alliance se réjouissent et retrouvent leur confiance, tandis que Momonosuké et Shinobu parviennent à échapper à Kaido grâce aux pouvoirs de cette dernière. Pendant ce temps, dans le château, Ulti, qui a repris connaissance, retrouve Nami, Usopp et Tama et capture cette dernière. Pendant que Nami attaque la Tobi Roppo, Zeus révèle qu'il a fusionné avec le Clima-Tact de Nami lorsque Héra a tenté de le manger, et Usopp force Ulti à libérer Tama en lançant un Pop Green. Alors que dans la mer, Luffy est secouru par les membres de l'équipage du Heart qui étaient restés dans le Polar Tang, Kaido se retrouve confronté à Yamato, qui lui exprime son intention de rompre leur lien. [Chapitre 1015-1016] |                                                                           |                                           |                                                           |                       |
| 1038 | Coup fatal de Nami. O-Tama tente le tout pour le tout !                   | ナミ必殺！お玉決死の大一番！              | Nami Hissatsu! Otama Kesshi no Ōichiban!                  | 30 octobre 2022       |
| Nami utilise Zeus pour achever Ulti une bonne fois pour toutes avec un puissant coup de foudre. Bao Huang, qui était à côté, révèle par inadvertance les défaites d'Ulti et de Page One dans tout le château avant d'être immobilisée par Usopp, ce qui permet à Tama d'utiliser le "Meary's" qu'elle a sur sa tête pour diffuser sa voix. Ainsi, elle ordonne aux Gifters apprivoisés d'aider l'alliance à combattre l'équipage des cent bêtes. Sur le toit d'Onigashima, Kaido et Yamato commencent à se battre. [Chapitre 1016-1017] |                                                                           |                                           |                                                           |                       |
| 1039 | Pléthore d'alliés. L'équipage au Chapeau de paille riposte !              | 味方激増！麦わらの一味逆襲！              | Mikata Gekizō! Mugiwara no Ichimi Gyakushū!               | 6 novembre 2022       |
| Après l'ordre de Tama, de nombreux Gifters se retournent contre l'équipage des cent bêtes, et Jack, Who's Who et Sasaki se retrouvent sans l'aide de leurs subordonnés pour combattre leurs adversaires. Queen essaie de tirer un laser sur Tama mais il est arrêté par Sanji, et la superstar se transforme dans sa forme hybride pour affronter le cuisinier de l'équipage de Chapeau de paille. Pendant ce temps, Chopper, qui subit les effets secondaires de son Monster Point amélioré, s'occupe de soigner Zoro avec Lebouc et Tristane, et ils offrent au sabreur un médicament spécial de Zo qui le rétablira très rapidement au prix de douleurs accentuées par la suite. Au 4e étage, Who's Who utilise les attaques du Rokushiki contre Jinbe, et l'homme-poisson reconnaît le Tobi Roppo comme étant un ancien agent du CP9 qui a ensuite été emprisonné. Who's Who confirme cela et révèle qu'il en veut à Luffy, car 13 années auparavant, il a perdu son poste en se faisant dérober le fruit du Gum Gum alors qu'il convoyait ce dernier à bord d'un navire du Gouvernement mondial. [Chapitre 1017-1018] |                                                                           |                                           |                                                           |                       |
| 1040 | La fierté du timonier. Jinbe se fâche !                                   | 操舵手の誇り 怒りのジンベエ！             | Sōdashu no Hokori - Ikari no Jinbē!                       | 13 novembre 2022      |
| Avec les défections du côté de l'équipage des cent bêtes au profit de l'alliance, le CP-0 note que les chiffres s'élèvent maintenant à 16 000 contre 9 000, et que l'alliance est donc beaucoup moins en infériorité numérique qu'elle ne l'était au début. Pendant ce temps, Who's Who continue de défier Jinbe avec de puissantes attaques combinant sa transformation en tigre à dents de sabre et le Rokushiki. Durant le combat, Who's Who évoque la légende de Nika, le dieu du soleil, qui est un guerrier auquel les esclaves croyaient il y a fort longtemps et qui libère les gens de leurs souffrances, et il demande si Jinbe a connaissance de cette histoire en raison de l'ancien commandement de l'homme-poisson sur l'équipage des Pirates du Soleil et du lien entre les hommes-poissons et l'esclavage. Cependant, en raison de ce lien fait par Who's Who, Jinbe s'énerve et après plusieurs attaques, il vainc le Tobi Roppo en le frappant directement au visage avec une puissante attaque du karaté des hommes-poissons. [Chapitre 1018] |                                                                           |                                           |                                                           |                       |
| 1041 | Bataille de monstres. Yamato et Franky !                                  | 怪獣大決戦！ヤマトとフランキー            | Kaijū Dai Kessen! Yamato to Furankī                       | 20 novembre 2022      |
| Sur le toit, Yamato continue de combattre Kaido avec la forme hybride de son fruit du démon. Dans le château, avec la division blindée qui est désormais de son côté, Franky affronte Sasaki en duel. Le combat est féroce, Sasaki montrant sa capacité à faire tourner rapidement son volant géant de tricératops afin de voler et d'attaquer le cyborg. Pendant ce temps, sur le Polar Tang, Luffy se réveille. [Chapitre 1019] |                                                                           |                                           |                                                           |                       |
| 1042 | Le piège de la prédatrice. Les charmes de Black Maria !                   | 捕食者の罠 ブラックマリアの誘惑           | Hoshokusha no Wana - Burakku Maria no Yūwaku              | 27 novembre 2022      |
| Après un âpre combat, Sasaki attaque le général Franky et l'endommage considérablement, mais Franky parvient à s'éjecter à temps du robot et il vainc le Tobi Roppo en le frappant dans l'estomac avec un "Radical Beam". Sur le toit d'Onigashima, Kaido insiste sur le fait que le fruit du démon de Yamato, le fruit du canidé, version loup divin, doit être utilisé pour régner sur le pays des Wa et le garder fermé au monde. Cependant, Yamato refuse et promet de libérer la population du pays des Wa au monde extérieur, puis ils continuent leur duel. Pendant ce temps, dans la salle de banquet, Black Maria essaie d'attaquer Robin et Brook avec un "brouillard d'illusions" qui fait apparaître les illusions de ceux que Robin a aimé, mais néanmoins, elle voit rapidement la supercherie et attaque les illusions. [Chapitre 1019-1020] |                                                                           |                                           |                                                           |                       |
| 1043 | Trancher le cauchemar. Le dégainement glacial de Brook !                  | 悪夢を斬る ブルックの氷の抜刀！           | Akumu o Kiru - Burukku no Kōri no Battō!                  | 4 décembre 2022       |
| Alors que Brook abat l'arme vivante de Black Maria, Wa-Nyudo, et affronte ses subordonnés, la Tobi Roppo se moque de Sanji et de la supposée faiblesse de l'équipage de Chapeau de paille, mais Robin génère un clone géant d'elle-même pour la combattre. Seulement, Black Maria se rend compte que blesser le clone de Robin atteint aussi son vrai corps. Sur le pays des Wa, Momonosuke et Shinobu ont retrouvé Luffy, désormais conscient après avoir mangé de la viande. Ayant besoin de retourner sur Onigashima afin d'achever Kaido, Luffy demande à Momonosuké de l'emmener sur l'île en se changeant en dragon. [Chapitre 1020-1021] |                                                                           |                                           |                                                           |                       |
| 1044 | Clutch. Robin, l'avatar du démon !                                        | クラッチ！悪魔の化身ロビン！              | Kuratchi! Akuma no Keshin Robin!                          | 11 décembre 2022      |
| Black Maria prend le dessus sur Robin avec une combinaison d'attaques physiques, de feu et de toiles d'araignée, et elle recommence à remettre en question l'utilité de Robin dans son équipage. Cependant, Robin utilise une attaque issue du karaté des hommes-poissons, qu'elle a apprise auprès de Koala et d'Hack sur Baltigo, afin d'éteindre le feu. Son clone géant prend alors la forme d'un démon et elle vainc Black Maria, tandis Brook achève ses subordonnés. Sur le pays des Wa, Luffy mange les réserves que Caribou avait stockées et retrouve ses forces. Pendant ce temps, Momonosuké supplie Shinobu d'utiliser ses pouvoirs du fruit de la maturation pour faire vieillir son corps en celui d'un adulte afin qu'il puisse devenir un grand dragon, même si Shinobu avertit que cette technique est irréversible. [Chapitre 1021] |                                                                           |                                           |                                                           |                       |
| 1045 | Maléfice et menace imminente. Kidd et Zoro !                              | 呪縛！迫る脅威 キッドとゾロ！             | Jubaku! Semaru Kyōi - Kiddo to Zoro!                      | 18 décembre 2022      |
| Alors qu'il ne reste que seulement 15 minutes avant qu'Onigashima n'atteigne la capitale des fleurs, tous les Tobi Roppo de l'équipage de Chapeau de paille ont été vaincus. Au 3ème étage du château, Raizo se bat avec Fukurokuju, alors que ce dernier se moque de l'état émotionnel du fourreau rouge et de sa volonté de suivre un homme mort. Au même étage, Killer a détruit la quasi-totalité des poupées de paille de Hawkins, mais ce dernier révèle après avoir subi une autre attaque que sa poupée actuelle est liée à Kidd, ce qui implique que Kidd a été blessé alors qu'il combattait Big Mom. Dans l'espace de concert, King et Queen se déchaînent sans pitié contre les membres de l'équipage des cent bêtes qui ont fait défection, alors que Sanji a été submergé par leurs attaques et Marco s'est retrouvé en panne d'énergie. Sanji attend que le traitement de Zoro par Lebouc prenne effet alors qu'il recommence à attaquer Queen, tandis que Slurp tente de tirer sur le cuisinier avec une flèche en bonbon avant d'être attaqué par Chavipère qui cherche à venger Pedro. Chopper, Lebouc, Tristane et quelques samouraïs tentent de mettre Zoro en sécurité en le transportant, mais ils se retrouvent confrontés à King. [Chapitre 1022] |                                                                           |                                           |                                                           |                       |
| RP 9 | Combats acharnés. L'équipage de Chapeau de paille contre les Tobi Roppo ! | 大激戦特集！麦わらの一味VS飛び六胞        | Dai Gekisen Tokushū! Mugiwara no Ichimi Buiesu Tobi Roppō | 25 décembre 2022      |
| Résumé des différents combats entre les membres de l'équipage de Chapeau de paille et les Tobi Roppo de l'équipage des cent bêtes. |                                                                           |                                           |                                                           |                       |
| 1046 | Le tout pour le tout. Les deux camps s'affrontent !                       | 一か八かの大勝負！両翼出陣！              | Ichikabachika no Ōshōbu! Ryōyoku Shutsujin!               | 8 janvier 2023        |
| King tente d'achever Zoro, mais Marco arrive à repousser son attaque. Alors que les superstars s'apprêtent à attaquer ce dernier, Sanji et Zoro, désormais rétabli, déclenchent de puissantes attaque contre Queen et King respectivement, et les deux membres de l'équipage de Chapeau de paille déclarent qu'ils auront un aperçu de Luffy en tant que roi des pirates une fois cette bataille remportée. Après que les superstars se sont relevées, Zoro et Sanji commencent à les combattre et Queen se demande comment Sanji peut utiliser sa "jambe à la diable" sans posséder les modifications de Judge, tandis que Kawamatsu et Hyogoro notent les étranges similitudes d'apparence et de capacité de Zoro avec non seulement le défunt seigneur de Ringo, Ushimaru Shimotsuki, mais aussi le légendaire samouraï Ryuma Shimotsuki. [Chapitre 1022-1023] |                                                                           |                                           |                                                           |                       |
| 1047 | Cap sur l'aube. L'ascension du dragon de pêche !                          | 夜明けへと昇れ！桃色の龍猛る              | Yoake e to Nobore! Momoiro no Ryū Takeru                  | 15 janvier 2023       |
| Onigashima est de plus en plus englouti par les flammes alors que la guerre fait rage, et de plus en plus de combattants des deux côtés commencent à se diriger vers l'espace de concert où Zoro et Sanji combattent King et Queen. Pendant ce temps, Caborage jette Jack dans la cour du pavillon des trésors, où il peut réactiver sa forme Sulong grâce au trou dans le plafond crée par le sacrifice d'Ashura. À l'entrée principale du dôme, Chavipère active également sa forme Sulong alors qu'il s'apprête à affronter Slurp. Au port de Tokage, l'équipage du Heart croit que Kaido est descendu pour les affronter, mais Luffy se rend compte que le dragon rose devant lui est Momonosuké devenu adulte. [Chapitre 1023-1024] |                                                                           |                                           |                                                           |                       |
| 1048 | Vers l'avenir. Yamato et le serment aux illustres samouraïs !             | 未来へ！ヤマトと大剣豪の誓い              | Mirai e! Yamato to Dai Kengō no Chikai                    | 22 janvier 2023       |
| Sur le toit, Kaido attaque Yamato avec l'intention de tuer, déclarant que son fils n'est rien de plus qu'un ennemi s'il porte vraiment le nom d'Oden. Yamato se souvient de son enfance, lorsque Kaido l'a emprisonné dans une grotte peu de temps après la mort d'Oden avec trois seigneurs de régions du pays des Wa, des sabres et une ration de nourriture pour une seule personne. Malgré les craintes de Yamato que les samouraïs la détestent, ces derniers lui ont donné la nourriture sans aucune hésitation et ils ont commencé à lire le journal de bord d'Oden. Après dix jours, les trois samouraïs ont décidé de se libérer de la grotte et d'aller affronter Kaido afin de permettre à Yamato de survivre, bien que cela soit suicidaire pour eux. Dans le présent, Yamato exprime sa confiance en son identité et son objectif et demande à Kaido pourquoi il lui a enlevé sa liberté et celle du pays des Wa, alors qu'ils s'engagent dans un puissant affrontement imprégné de fluide royal. [Chapitre 1024] |                                                                           |                                           |                                                           |                       |
| 1049 | Luffy dans les cieux. Match retour contre les cent bêtes !                | ルフィ飛翔！百獣へのリベンジ              | Rufi Hishō! Hyakujū e no Ribenji                          | 29 janvier 2023       |
| Kaido attaque brutalement Yamato et il se moque de ce dernier pour avoir été seul, bien que Yamato conteste cela en affirmant avoir trouvé des amis comme Ace, les trois seigneurs de région et tous ceux qui l'ont aidé au cours des deux dernières décennies. Pendant ce temps, Luffy tente de débarrasser Momonosuké de son acrophobie afin qu'il puisse s'envoler pour Onigashima. Momonosuké y arrive tout en fermant les yeux, et il finit par s'écraser dans l'espace de concert et détruit une partie du château de Kaido en traversant les étages, laissant tout le monde sous le choc. Finalement, ils arrivent sur le toit et Luffy et Yamato frappent simultanément Kaido avec de puissantes attaques. [Chapitre 1025] |                                                                           |                                           |                                                           |                       |
| 1050 | Duel de dragons. La détermination de Momonosuké !                         | 双龍相搏つ！モモの助の覚悟！              | Sōryū Aiutsu! Momonosuke no Kakugo!                       | 5 février 2023        |
| Kaido est immédiatement intrigué par Momonosuké, qui déclare fièrement son identité malgré sa peur, et l'Empereur active sa propre forme de dragon alors qu'il affronte le jeune Kozuki et Luffy. L'envol de Kaido et Momonosuké dans les airs entraîne la création de nuages d'orage, qui bloquent la lune et qui forcent Caborage et Chavipère à désactiver leurs formes Sulong, ce qui permet à Jack et Slurp de prendre l'avantage dans leurs combats respectifs. Alors que Luffy commence à attaquer Kaido, il dit à Momonosuké d'utiliser ses dents de dragon pour mordre l'Empereur. Il s'exécute après avoir lutté contre sa peur, causant une grande douleur à Kaido, tandis que Luffy continue de l'encourager bruyamment. [Chapitre 1025-1026] |                                                                           |                                           |                                                           |                       |
| 1051 | Retour légendaire. Le poing de Luffy ébranle les cieux !                  | 伝説の再来！天に轟くルフィの拳            | Densetsu no Sairai! Ten ni Todoroku Rufi no Kobushi       | 12 février 2023       |
| Alors qu'il est entendu par tout Onigashima, Luffy déclare qu'il vaincra Kaido, donnant du courage à l'alliance. Le jeune pirate et l'Empereur s'engagent alors dans un affrontement qui fend le ciel en deux. La lune étant redevenue visible, Caborage et Chavipère réactivent alors leurs formes Sulong et avec de puissantes attaques, ils achèvent respectivement Jack et Slurp. Après l'affrontement, Luffy demande à Yamato d'aider Momonosuké alors qu'il recommence à combattre Kaido en tête-à-tête. Avec l'aide de Yamato, Momonosuké devient plus à l'aise avec la génération de nuages de flammes. [Chapitre 1026-1027] |                                                                           |                                           |                                                           |                       |
| 1052 | Situation critique. La fin d'Onigashima !                                 | 風雲急を告げる！鬼ヶ島の末路！            | Fūun Kyū o Tsugeru! Onigashima no Matsuro!                | 19 février 2023       |
| Yamato et Momonosuké remarquent qu'Onigashima commence à se disloquer en raison de l'affaiblissement de la force de Kaido, et avec l'île qui se dirige vers la capitale des fleurs, Yamato dit à Momonosuké de l'arrêter avec ses propres nuages de flammes. Pendant ce temps, Queen tente de forcer Sanji à utiliser sa Raid Suit, tandis que Zoro et King s'engagent dans un puissant affrontement qui cause de lourds dégâts collatéraux dans l'espace de concert. Ils finissent par atterrir à extérieur du château, avec King qui montre une supériorité physique sur Zoro bien que ce dernier ait réussi à couper une petite partie du masque de la superstar. [Chapitre 1027-1028] |                                                                           |                                           |                                                           |                       |
| 1053 | Le trouble de Sanji. Coup d'arrêt pour les deux camps !                   | サンジの異変 両翼黄色信号！               | Sanji no Ihen - Ryōyoku Kiiro Shingō!                     | 26 février 2023       |
| Yamato laisse Momonosuké générer des nuages de flammes alors qu'il se rend au sous-sol du château pour essayer de minimiser toute potentielle explosion. Pendant ce temps, Guernica, Joseph et Maha reçoivent un appel de Rob Lucci, qui révèle que des cuirassés sont positionnés autour du pays des Wa pour initier une prise de contrôle de ce dernier par le Gouvernement mondial en cas de défaite de Kaido. De plus, Lucci ordonne à ses camarades de capturer Robin. Dans l'espace de concert, Sanji et Queen se battent férocement, bien que le cuisinier ait du mal à trouver un moyen d'infliger de réels dégâts à la superstar. Queen se transforme complètement en sa forme de brachiosaure et révèle que sa tête, son cou et sa queue sont une seule construction serpentine qui peut sortir du reste de son corps. La superstar utilise sa forme de reptile pour broyer Sanji, mais il finit par le libérer après que des lanceurs d'explosifs ont blessé Queen par accident. L'attaque laisse Sanji avec tous ses os brisés, mais à sa grande surprise, son corps se répare en un instant. Alors que Queen tente de tuer Sanji avec son épée, cette dernière se brise lorsqu'elle le frappe, et le cuisinier se rend compte à son grand désarroi que les modifications génétiques que son père lui a apportées se sont éveillées. [Chapitre 1028] |                                                                           |                                           |                                                           |                       |
| 1054 | Tue ton partenaire. Le pari très risqué de Killer !                       | 相棒に死を！キラー決死の大博打            | Aibō ni Shi o! Kirā Kesshi no Ōbakuchi                    | 19 mars 2023          |
| Hawkins s'inflige délibérément des dégâts pour les transférer à Kidd, rendant ce dernier impuissant dans son combat contre Big Mom, obligeant ainsi Law à combattre l'Impératrice seul et mettant également Killer dans une impasse. Cependant, Killer réalise alors la vraie nature des pouvoirs du fruit de la paille et il coupe le bras gauche d'Hawkins, et les dégâts de cette attaque ne se transfèrent pas à Kidd car il n'a plus de bras gauche. Ainsi, Hawkins perd la poupée de paille qui le liait à Kidd, qui était également la dernière poupée de paille qu'il possédait. Avec sa carte, Hawkins envoie sa poupée de paille géante attaquer son adversaire, mais Killer la coupe en deux. Après cela, Hawkins utilise une deuxième carte qui s'avère être la "tour", et Killer parvient à le vaincre, et grâce aux effets de la carte, Kidd se retrouve ragaillardi face à Big Mom. [Chapitre 1029] |                                                                           |                                           |                                                           |                       |
| 1055 | Manœuvres en coulisse. Onigashima en flammes !                            | 闇の者の暗躍！鬼ヶ島炎上                  | Yami no Mono no An'yaku! Onigashima Enjō                  | 26 mars 2023          |
| Dans l'espace de concert, Sanji est inquiet sur le fait que les modifications génétiques que Judge lui a apportées, à lui et à ses frères, puissent avoir un effet sur lui et ainsi le priver de son humanité, Sanji tente alors de fuir son combat contre Queen afin de prendre le temps de comprendre ce qui se passe, alors que les attaques continuent de frapper son corps sans avoir un quelconque effet sur lui. Dans la salle du rocher, Apoo propose à Drake une alliance avec lui, Inbi, Fuga, Zanki pour achever les vainqueurs à la fin de la bataille. Pendant ce temps, le groupe d'Usopp et de Nami rencontre les jambes coupées de Kinémon qui courent et parlent avec des pets, le samouraï ayant survécu à l'attaque de Kaido car Law n'avait pas complètement remis en place son corps sur Punk Hazard. Il guide Usopp et Hamlet vers les combles du 1er étage du château afin qu'ils puissent donner des premiers soins médicaux à Kikunojo. Cependant, dans les combles, la moitié supérieure de Kinémon entend alors une conversation entre Kanjuro et Orochi par escargophone. Sur les ordres d'Orochi, et alors qu'il est sur le point de mourir pour de bon, Kanjuro dessine un moine enflammé pour incendier le château et faire exploser les grandes quantités d'explosifs dans l'arsenal d'Onigashima. [Chapitre 1029-1030] |                                                                           |                                           |                                                           |                       |
| 1056 | La contre-attaque. Law et Kidd se révoltent !                             | 逆襲！ローとキッドの反撃同盟              | Gyakushū! Rō to Kiddo no Hangeki Dōmei                    | 2 avril 2023          |
| Law et Kidd décident d'utiliser les pouvoirs éveillés de leurs fruits du démon respectifs contre Big Mom afin d'espérer la vaincre. Alors que Big Mom propulse Kidd jusqu'à l'espace de concert, Law place une bulle appelé KROOM autour de son épée et il transperce le corps de Big Mom, ce qui lui permet de libérer une onde de choc qui blesse l'Empereur au point de la faire saigner. Kidd utilise ensuite ses pouvoirs éveillés pour transformer Big Mom en un aimant, ce qui attire toutes les armes ainsi qu'une importance partie de la structure du château vers elle afin de l'écraser. Néanmoins, Big Mom se remet de l'attaque de Kidd et elle utilise une année de sa propre espérance de vie pour se rendre elle-même plus grande et plus forte. [Chapitre 1030-1031] |                                                                           |                                           |                                                           |                       |
| 1057 | Pour Luffy. Le serment de Sanji et Zoro !                                 | ルフィの為に サンジとゾロの誓い           | Rufi no Tame ni - Sanji to Zoro no Chikai                 | 9 avril 2023          |
| Dans la salle du rocher, Yamato interrompt la discussion entre Apoo et Drake et elle se retrouve poursuivie par Fuga. Dans le château, Guernica et Maha poursuivent Robin et Brook alors que plusieurs minks tentent de les arrêter. Pendant ce temps, alors que Sanji est à nouveau confronté à Queen dans le quartier des plaisirs, le cuisinier croit qu'il a perdu son humanité pendant un bref instant en raison des modifications génétiques de son père qui ont pris effet à la suite de l'utilisation de sa Raid Suit, ce qui l'aurait conduit selon lui à frapper O-Somé qui était sur son chemin. Dégoûté par ce qu'il devenait, Sanji détruit sa Raid Suit et ensuite, il appelle Zoro par escargophone afin de lui demander de le tuer s'il n'est plus un humain à la fin de la bataille, ce que le sabreur accepte. Après cela, Sanji s'enflamme et il assène une puissante attaque à Queen. [Chapitre 1031] |                                                                           |                                           |                                                           |                       |
| 1058 | Moine enflammé en approche. Le piège d'Orochi se referme !                | 火前坊襲来 迫るオロチの魔の手             | Kazenbō Shūrai - Semaru Orochi no Ma no Te                | 16 avril 2023         |
| Tandis que Big Mom promet de faire souffrir Kidd et Law, le moine enflammé continue de se diriger vers le sous-sol sous les yeux de tous les combattants. Pendant ce temps, à l'extérieur du dôme, Zoro ne réussit pas à blesser King et il s'efforce de comprendre la vraie nature de la superstar qui domine nettement le combat. Alors qu'il est à terre, Zoro entend alors le son d'un shamisen à proximité, tout comme sa lame Enma qui consomme tout son fluide. Dans le pavillon des trésors, Orochi entend lui aussi quelqu'un jouer du shamisen et il entre dans la pièce voisine pour trouver Hiyori, habillée en tant que "Komurasaki". [Chapitre 1032] |                                                                           |                                           |                                                           |                       |
| 1059 | Zoro dans l'adversité. Monstrueux King l'incendie !                       | 逆境のゾロ 怪物！火災のキング             | Gyakkyō no Zoro - Kaibutsu! Kasai no Kingu                | 23 avril 2023         |
| Tandis que Robin et Brook continuent d'échapper à Guernica et Maha, Yamato demande l'aide de Fuga pour tenter d'arrêter le moine enflammé, et Apoo et Drake font équipe pour combattre les agents du CP-0. Pendant ce temps, à l'extérieur du dôme, Zoro est gêné dans son combat contre King car sa lame Enma continue de drainer son fluide malgré ses tentatives de le réguler. Le sabreur fait tomber ses lames et il se rappelle la façon dont il a obtenu le Sandai Kitetu et le Wado Ichimonji, et il demande comment ce dernier est arrivé jusqu'à East Blue alors qu'il a été forgé au pays des Wa. [Chapitre 1032-1033] |                                                                           |                                           |                                                           |                       |
| 1060 | Le secret d'Enma. Zoro hérite d'une lame maudite !                        | 閻魔の秘密！ゾロに託されし妖刀            | Enma no Himitsu! Zoro ni Takusareshi Yōtō                 | 30 avril 2023         |
| Au fur et à mesure que son combat contre King avance, Zoro se rend compte que Kozaburo Shimotsuki, le forgeron d'Enma, était le vieil homme qu'il a connu au village de Shimotsuki dans son enfance. Zoro se souvient d'une discussion avec Kozaburo remontant à 13 ans auparavant, au cours de laquelle le vieil homme a fait allusion à l'existence d'Enma. En réalisant qu'Enma l'a trouvé et qu'il est avec lui pour tester sa force, Zoro finit par renforcer ses lames en libérant son fluide royal et s'apprête à reprendre son combat contre King. [Chapitre 1033] |                                                                           |                                           |                                                           |                       |
| 1061 | Un coup démoniaque. Sanji contre Queen !                                  | 魔神の一撃！サンジVSクイーン              | Majin no Ichigeki! Sanji tai Kuīn                         | 7 mai 2023            |
| Dans le quartier des plaisirs, Queen révèle à Sanji qu'il possède les mêmes techniques qu'Ichiji, Niji et Yonji et après les avoir démontrées en blessant sévèrement le cuisinier, il active ensuite le pouvoir d'invisibilité de Stealth Black. Lorsque cela se produit, la jeune O-Somé, que Sanji croyait avoir frappé plus tôt, entre dans la zone du combat afin de récupérer sa souris Chuji. Seulement, Queen se déplace pour l'attaquer car elle avait rejeté ses avances. Grâce à son nouvel exosquelette et son fluide offensif, Sanji parvient à activer une nouvelle technique rendant ses jambes plus ardentes qu'auparavant : Jambe à l'Ifrit. Réalisant que Queen était en fait celui qui avait frappé O-Somé plus tôt, Sanji l'attaque avec des coups de pied dévastateurs et le coup final qu'il assène parvient à mettre hors de combat la superstar et projette ce dernier dehors d'Onigashima. Après le combat, Sanji rend Chuji à O-Somé avant de s'évanouir. [Chapitre 1034-1035] |                                                                           |                                           |                                                           |                       |
| RP 10 | Sélection des meilleurs combats. Zoro contre la superstar !               | 大激戦特集！ゾロVS大看板！                | Dai Gekisen Tokushū! Zoro tai Ōkanban!                    | 14 mai 2023           |
| Résumé du combat entre Roronoa Zoro de l'équipage de Chapeau de paille et King de l'équipage des cent bêtes. |                                                                           |                                           |                                                           |                       |
| 1062 | Les trois sabres du roi. Zoro contre King !                               | 覇王の三刀流！ゾロVSキング                | Haō no Santōryū! Zoro tai Kingu                           | 21 mai 2023           |
| À l'extérieur du dôme, Zoro découvre que la résistance de King diminue lorsque les flammes sur son dos sont éteintes, et une des attaques du sabreur oblige la superstar à retirer son masque. Les deux combattants se battent férocement pendant que King se souvient lorsque Kaido l'a sauvé d'un laboratoire sur Punk Hazard et quand ils ont formé l'équipage des cent bêtes. Cependant, après un âpre combat, Zoro sort vainqueur du duel lorsqu'il attaque King avec une attaque revêtue de fluide royal. Alors que King perd conscience et tombe d'Onigashima, il se souvient d'une discussion où Kaido a appris que son subordonné pensait qu'il pourrait être Joy Boy, tandis que Zoro se rappelle son combat contre Mihawk au Baratie et déclare qu'il deviendra le "seigneur des enfers". [Chapitre 1035-1036] |                                                                           |                                           |                                                           |                       |
| 1063 | Luffy d'attaque. À la croisée des ères !                                  | ルフィ躍動！新時代の分岐点！              | Rufi Yakudō! Shin Jidai no Bunkiten!                      | 28 mai 2023           |
| Joseph apprend que les trois superstars de l'équipage des cent bêtes ont été vaincues, en plus des Tobi Roppo précédemment. Pendant ce temps, Yamato demande à Fuga de détruire la porte menant à l'arsenal souterrain, attaquant Rokki qui montait la garde. Dans les combles du 1er étage du château, Izo sauve Usopp qui était encerclé alors qu'il protégeait Kinémon et Kikunojo, permettant au tireur d'élite de s'enfuir avec les deux samouraïs. Au 3ème étage, Raizo et Fukurokuju se sont lancés mutuellement un "jutsu de la paralysie" alors que les flammes les entourent. Au 2ème sous-sol, Apoo et Inbi s'enfuient alors que Guernica et Maha battent X-Drake et Zanki, et les agents notent que bien que Kaido et Big Mom soient les derniers ennemis encore debout, les chances de victoire de l'alliance restent minuscules et qu'ils doivent tout de même se préparer au cas où la "nouvelle génération" venait à l'emporter. Sur le toit, Luffy et Kaido continuent de se battre sur un pied d'égalité. [Chapitre 1036] |                                                                           |                                           |                                                           |                       |
| 1064 | L'ivresse du dragon divin. Luffy contre un adversaire intenable !         | 酒龍八卦！ルフィに迫る無法の龍            | Shuron Hakke! Rufi ni Semaru Muhō no Ryū                  | 4 juin 2023           |
| Alors que le combat entre Luffy et Kaido continue, ce dernier se saoule avec du saké et entre dans un état appelé "ivresse du dragon divin". Il traverse ainsi un large éventail d'émotions et de sautes d'humeur très rapidement tout en combattant le jeune pirate. Pendant ce temps, à Marie-Joie, les cinq doyens discutent de la bataille du pays des Wa et ils reçoivent au même moment un rapport de l'un des navires gouvernementaux stationnés près du pays des Wa, indiquant que Zunesh est arrivé. En entendant le rapport, les doyens tournent leur discussion vers un fruit du démon qui ne s'est apparemment pas éveillé depuis des siècles et dont le nom avait été rebaptisé par le Gouvernement mondial dans le but d'effacer de l'histoire tout trace de son véritable nom. [Chapitre 1037] |                                                                           |                                           |                                                           |                       |
| 1065 | La fin de l' alliance ? Que brûle la volonté de la relève !               | 同盟壊滅!? 燃えろ新世代の意志！           | Dōmei Kaimetsu!? Moero Shinsedai no Ishi!                 | 11 juin 2023          |
| Au 3ème étage du château, Raizo et Fukurokuju sont assallis par les flammes alors qu'ils ont toujours leur jutsu mutuels activés. Chopper retrouve son état normal et il pense aux effets secondaires que pourrait subir Zoro après son traitement, tandis que ce dernier retrouve face à ce qui semble être une faucheuse. Pendant ce temps, Izo s'échappe des combles du 1er étage jusqu'au 1er sous-sol où il rencontre Guernica et Maha, et bien qu'ils disent qu'ils le laisseront tranquille, Izo se confronte à eux pour protéger ses alliés. Au même moment, Yamato atteint l'arsenal souterrain juste à temps pour arrêter le moine enflammé, et elle commence à combattre l'entité. Dans l'espace de concert, Big Mom a mis à terre Law et Kidd et elle se prépare à monter sur le toit pour aider Kaido. Cependant, les deux jeunes pirates usent leurs dernières forces pour l'arrêter en utilisant de puissances attaques qui la blessent sérieusement. [Chapitre 1038] |                                                                           |                                           |                                                           |                       |
| RP 11 | Retour sur un combat épique. L'alliance rebelle contre Big Mom !          | 大激戦特集！反撃同盟VSビッグ・マム        | Dai Gekisen Tokushū! Hangeki Dōmei tai Biggu Mamu         | 18 juin 2023          |
| Résumé du combat de l'alliance entre Eustass Kidd et Trafalgar Law contre l'Empereur Big Mom. |                                                                           |                                           |                                                           |                       |
| 1066 | Le clou du spectacle. La puissance de l'onde et du magnétisme !           | 大トリ来る！波動と磁気の大技              | Ōtori Kitaru! Hadō to Jiki no Ōwaza                       | 25 juin 2023          |
| Désormais que leurs attaques infligent des dégâts importants à Big Mom, Law et Kidd mènent un dernier assaut par équipe contre l'Empereur malgré leurs corps au bord de l'inconscience. Big Mom parvient à se remettre de l'attaque précédent de Law en redonnant vie à ses os, et elle évite une attaque de Kidd en soulevant une tour de l'espace de concert tout en créant un homie appelé "Misery". Cependant, Law écrase l'Empereur avec une tour, et il parvient à monter sur la poitrine de Big Mom puis à la pénétrer avec son épée améliorée grâce à la K-ROOM, qu'il étend jusqu'au pays des Wa situé à plusieurs kilomètres en dessous d'Onigashima. Il déclenche ainsi une onde de choc qui blesse très grièvement Big Mom et qui ouvre un trou en dessous d'elle ainsi que sur la terre ferme. Avant que Big Mom ne puisse déclencher une contre-attaque, Kidd arrive avec un canon conçu avec de la ferraille magnétisée et tire un puissant laser sur elle, la faisant tomber dans le trou. [Chapitre 1039] |                                                                           |                                           |                                                           |                       |
| 1067 | Le début d'une nouvelle ère. La détermination des avortons !              | 新時代へ！決着！ガキ共の覚悟              | Shin Jidai e! Ketchaku! Gaki-domo no Kakugo               | 2 juillet 2023        |
| Big Mom résiste au laser de Kidd et elle tente d'utiliser son "Soul Pocus" qui affecte toutes les personnes présentes dans l'espace de concert, hormis Kidd et Law qui ne montrent aucune peur de l'Impératrice. Tandis que Law crée une sphère appelée R-ROOM autour de Big Mom afin de supprimer les sons qu'elle produit, Kidd tire un nouveau laser sur elle afin de la tomber dans le trou. Alors que Big Mom ne peut pas appeler ses homies, elle atterrit dans l'arsenal souterrain et elle déclenche par inadvertance une bombe qui réduit la taille du moine enflammé et détruit le sol où sont posés d'autres explosifs. Alors qu'elle se remémore les mots de Roger et qu'elle se demande ce qu'est le "One Piece", Big Mom chute jusqu'au trou crée par Law sur le pays des Wa, où elle est vaincue dans une énorme explosion. Dans l'espace de concert, l'équipage de Kidd et l'équipage du Heart sont impressionnés et ils jubilent de la victoire de leurs capitaines respectifs sur l'un des Quatre Empereurs. Le trou créé par Big Mom dans l'arsenal souterrain permet à Momonosuké de retrouver Yamato, et ce dernier dit que Zunesh lui parle à distance, tout en révélant que l'éléphant était autrefois le camarade de Joy Boy. [Chapitre 1040] |                                                                           |                                           |                                                           |                       |
| 1068 | Brille, princesse de la lune. Le pays de Wano bientôt libéré !            | 月姫が響く！ワノ国最終局面！              | Tsukihime ga Hibiku! Wano Kuni Saishū Kyokumen!           | 9 juillet 2023        |
| Alors que Mononosuké continue de parler de Zunesh à Yamato, Franky récupère Zoro qui tombait d'Onigashima en étant inconscient. Dans le sous-sol du château, Izo décède après avoir réussi à vaincre Maha du CP-0, et Guernica reçoit un appel de Joseph relayant un ordre du conseil des cinq doyens, qui lui demande d'éliminer Luffy immédiatement, sans tenir compte qu'il combat Kaido actuellement et alors que X-Drake arrive derrière l'agent du CP-0. Pendant ce temps, les personnes présentes dans l'espace de concert réagissent au triomphe de Kidd et Law sur Big Mom, bien que ces derniers soient à bout de forces. Au deuxième étage du pavillon des trésors, "Komurasaki" révèle à Orochi qu'elle est la fille d'Oden Kozuki, alors qu'il se retrouve sous les décombres à la suite d'un effondrement du plafond et qu'elle le rend incapable d'utiliser sa transformation. Sur le toit, alors que Kaido pleure après avoir ressenti la défaite de Big Mom, Luffy utilise la forme "Snakeman" de son Gear Fourth et il est déterminé à vaincre l'Empereur avant d'être totalement épuisé. [Chapitre 1041] |                                                                           |                                           |                                                           |                       |
| 1069 | Un seul vainqueur. Luffy contre Kaido !                                   | 勝者はひとり ルフィVSカイドウ             | Shōsha wa Hitori - Rufi tai Kaidō                         | 16 juillet 2023       |
| Raizo sort victorieux de son combat contre Fukurokuju, avant d'être retrouvé par Jinbe. Dans le sous-sol du château, X-Drake poignarde Guernica dans le dos, mais ce dernier survit à l'attaque et il fait un trou dans la gorge du soldat de la Marine avec un "Index Gun". Sur le toit, Luffy et Kaido se battent férocement, avec le jeune pirate qui envoie toutes les attaques qu'il a en réserve avant que son Gear Fourth ne lui fasse perdre toute son énergie. Cependant, Guernica arrive sur le toit alors que les deux pirates s'apprêtent à lancer leurs attaques finales, et l'agent distrait Luffy afin que Kaido frappe ce dernier avec un coup dévastateur. L'Empereur est dévasté par ce résultat et il se rappelle l'intervention d'Higurashi dans son combat contre Oden ayant eu lieu 20 années plus tôt. [Chapitre 1041-1042] |                                                                           |                                           |                                                           |                       |
| 1070 | Luffy au tapis ? La détermination des survivants !                        | ルフィ敗北！？残された者の覚悟            | Rufi Haiboku!? Nokosareta Mono no Kakugo                  | 30 juillet 2023       |
| Luffy est vaincu après l'attaque dévastatrice de Kaido, et Momonosuké et Law notent que sa "voix" a disparu. Après avoir attaqué Guernica, Kaido entre dans l'espace de concert et annonce la mort de Luffy. Bien que la plupart des membres de l'alliance le croient, ils ont toujours l'intention de se battre contre l'Empereur jusqu'à leur dernier souffle, alors que Kaido leur demande de livrer Momonosuké dans l'intention de tuer ce dernier pour mettre officiellement fin à la bataille. Alors que Momonosuké souhaite se rendre, Yamato le convainc de rester et d'affronter la mort ensemble. Au même moment, Zunesh parle à Momonosuké, révélant que le "tambour de la libération" retentit et que Joy Boy est de retour, tandis que Luffy se réveille tout en souriant alors que son corps semble subir une transformation. [Chapitre 1043] |                                                                           |                                           |                                                           |                       |
| 1071 | L'apogée de Luffy. L'éveil au Gear Fifth !                                | ルフィの最高地点 到達 !〝ギア5〟          | Rufi no Saikō Chiten - Tōtatsu! "Gia Fifusu"              | 6 août 2023           |
| Alors que Luffy reprend conscience et que Sanji, Hyogoro, Law, Kidd et Marco sentent son fluide, Yamato comprend que Luffy serait Joy Boy. Au château de Pangée en Terre-Sainte de Marie-Joie, le conseil des cinq doyens discutent du fruit du Gum Gum, et Ju Peter révèle que le véritable nom de ce fruit du démon est le "fruit de l'Humain, version Nika" de type Zoan mythique, comme le nom de "Nika, le dieu du soleil", connu aussi sous le nom du "guerrier libérateur" qui possède un corps semblable au caoutchouc et du pouvoir de se battre selon sa fantaisie tout en donnant le sourire aux gens. Sous sa forme éveillée, ce fruit du démon augmente la force et le degré de liberté du corps élastique de l'utilisateur, lui conférant ainsi les pouvoirs les plus extravageants au monde. Au 2ème étage du pavillon des trésors, Hiyori se remémore son passé et révèle son visage en pleurs à Orochi, alors que le moine enflammé, affaibli par la bombe de l'arsenal souterrain, attaque ce dernier. Sur le toit, Luffy découvre les pouvoirs de sa nouvelle transformation, qu'il nomme "Gear Fifth", avant de déclencher un puissant fluide royal. Il attrape Kaido qui se trouve dans l'espace de concert avec un bras géant puis l'amène sur le toit, tout en le frappant contre le sol. Kaido attaque ensuite Luffy avec un "souffle ardent", mais ce dernier attrape le sol afin de retourner l'attaque contre l'Empereur. Tout en rigolant grâce aux pouvoirs de l'éveil de son fruit du démon, Luffy déclare qu'il s'apprête à en finir, alors que Kaido s'excuse pour l'ingérence de Guernica. [Chapitre 1044] |                                                                           |                                           |                                                           |                       |
| 1072 | Un pouvoir extravagant. Le Gear Fifth en pratique !                       | ふざけた能力! 躍動するギア５              | Fuzaketa Nōryoku! Yakudō Suru Gia Fifusu                  | 13 août 2023          |
| Sur le toit, Luffy utilise le Gear Fifth pour que ses pouvoirs élastiques influencent son environnement et pour changer librement la forme de son corps. Alors que Kaido l'avale, Luffy gonfle son corps afin que l'Empereur s'envole tel un ballon d'hélium avant de le recracher. Après cela, Luffy augmente la taille de son corps afin de ressembler à un géant et de faire de la corde à sauter avec Kaido sous sa forme de dragon. Alors que Kaido contre-attaque, Luffy se rend compte que sa nouvelle transformation nécessite un effort épuisant pour son cœur, en sachant qu'il était presque mort auparavant. Tandis que les attaques de Kaido avec son kanabō semblent inefficaces, Luffy attaque ce dernier avec une technique qui semble passer à travers sa tête. [Chapitre 1045-1046] |                                                                           |                                           |                                                           |                       |
| 1073 | Nulle part où fuir. Onigashima, enfer à ciel ouvert !                     | 逃げ場なし！地獄絵図の鬼ヶ島              | Nigeba Nashi! Jigoku Ezu no Onigashima                    | 20 août 2023          |
| Alors que Luffy continue de combattre Kaido sur le toit, le feu à l'intérieur du château continue de se répandre, mettant toutes les personnes à l'intérieur en grave danger, et malgré leurs efforts, les flammes sont désormais trop imposantes pour qu'ils puissent les gérer. Au 4ème étage du château, Raizo met son plan à exécution avec l'aide de Jinbe, en révélant qu'il avait utilisé les pouvoirs de son fruit du démon pour stocker l'eau de Zunesha sur Zo lorsqu'il y était. Ainsi, il libère l'eau qu'il avait gardé dans ses rouleaux et Jinbe utilise le jujitsu des hommes-poissons pour la contrôler et pour la répandre dans le château. Sur le toit, Yamato remarque que les nuages de flammes soutenant Onigashima ne tiendront plus longtemps étant donné que Kaido est à bout de forces, et elle oblige Momonosuké à produire ses propres nuages de flammes pour les remplacer afin d'éviter que l'île s'écrase sur la capitale des fleurs. Au même moment, Luffy saisit la foudre et il se prépare à attaquer Kaido. [Chapitre 1046] |                                                                           |                                           |                                                           |                       |
| RP 12 | Épisode spécial. Le jardin secret de Barto, acte 3 !                      | ルフィ先輩応援企画！バルトの秘密の部屋3！ | Rufi Senpai Ōen Kikaku! Baruto no Himitsu no Heya Sādo!   | 27 août 2023          |
| Résumé du combat entre Monkey D. Luffy de l'équipage de Chapeau de paille et l'Empereur Kaido. |                                                                           |                                           |                                                           |                       |
| 1074 | Confiance inébranlable en Momo. Le dernier coup fatal de Luffy !          | モモを信じる ルフィ最後の大技！           | Momo o Shinjiru - Rufi Saigo no Ōwaza!                    | 3 septembre 2023      |
| Yamato exhorte Momonosuke à faire des nuages de flammes pour soutenir Onigashima, alors que ce dernier se rappelle ses derniers instants avec sa mère avant de retenter d'arrêter l'île. Pendant ce temps, Luffy attaque Kaido avec l'éclair mais l'Empereur l'évite et contre-attaque, puis il déclare que les "pouvoirs" sont inférieurs à celui du fluide, en prenant exemple sur le fait que Roger est devenu "roi des pirates" en ayant jamais mangé de fruit du démon. À la capitale des fleurs, les habitants lâchent les lanternes célestes qui s'envolent dans le ciel, tandis que dans l'espace de concert, les samouraïs réaffirment leur soutien à Luffy. Au 2ème étage du château, le clou en granit marin accroché sur Orochi tombe et ce dernier se transforme afin d'attaquer Hiyori pour l'emmener avec lui dans la mort. Sur le toit, Luffy crée un poing gigantesque recouvert de fluide offensif et de fluide royal dans le but d'achever Kaido, et il ordonne à Momonosuké de déplacer Onigashima avant qu'il relâche son attaque. [Chapitre 1047] |                                                                           |                                           |                                                           |                       |
| 1075 | Vingt ans de prières. Reprenez le pays de Wano !                          | 二十年の祈り！ワノ国を取り戻せ            | Nijū-nen no Inori! Wano Kuni o Torimodose                 | 10 septembre 2023     |
| Afin de déplacer Onigashima, Momonosuké donne des coups de tête pour l'écarter de l'attaque de Luffy. Kaido ne fuit pas et décide d'affronter le poing géant de Luffy en dévoilant une technique lui permettant d'enflammer son corps de dragon entièrement. Néanmoins, alors que Kaido l'attaque, Luffy recouvre son poing du fluide offensif avancé que lui a appris Hyogoro afin d'attaquer Kaido sans le toucher, et les deux techniques s'affrontent. Dans l'espace de concert, Kawamatsu repense au jour où Oden est mort il y a 20 ans, puis lorsque les forces de Kaido et d'Orochi ont attaqué Kuri pour tuer Momonosuke et quand les seigneurs régionaux ont tenté de se rebeller avant le début de l'asservissement total du pays des Wa, devenu un véritable enfer pour ses habitants. Au 2ème étage du pavillon des trésors, Orochi tente d'attaquer Hiyori et alors qu'il allait la tuer, Denjiro arrive et lui tranche sa dernière tête, mettant fin à la vie et au règne du shogun despotique pour de bon. Au même moment, les habitants du pays des Wa voient leurs lanternes célestes s'envoler avec leurs souhaits de voir Orochi disparaître et de redevenir libres écrits dessus, tandis que dans le ciel, les attaques de Luffy et de Kaido continuent de s'affronter. [Chapitre 1048] |                                                                           |                                           |                                                           |                       |
| 1076 | Le monde que veut Luffy !                                                 | ルフィの目指す世界！                      | Rufi no Mezasu Sekai!                                     | 17 septembre 2023     |
| Alors qu'il continue d'affronter Luffy, Kaido se souvient de son passé, où il a été offert à la Marine afin que son pays, le royaume de Vodka, puisse rejoindre le Gouvernement mondial. Seulement, il est parvenu à s'échapper et sur l'île aux pirates de Ruche, il a rejoint l'équipage de Rocks, puis il a fait alliance avec Orochi et Higurashi 10 ans après l'incident de God Valley dans le but qu'un jour, toute la noblesse mondiale soit traînée sur un champ de bataille. Dans le présent, alors que Joseph s'enfuit, l'eau du parchemin de Raizo se répand dans tout le château et éteint totalement le feu. Néanmoins, les nuages de flammes de Kaido disparaissent autour d'Onigashima, mais Momonosuké réussit à en créer afin d'empêcher l'île de s'écraser. Dans le ciel, Kaido demande à Luffy quel monde il veut bâtir, et alors que son poing surpassent les flammes de l'Empereur, Luffy déclare qu'il créera un monde où ses amis pourront manger à leur faim, avant de lui administrer le coup final. Alors que Kaido, vaincu, est envoyé dans les profondeurs du pays des Wa, il se rappelle sa discussion avec King sur Joy Boy, et il comprend que ce dernier et Luffy ne font qu'un avant de perdre connaissance. Au même moment, Momonosuké fait atterrir Onigashima en sécurité à côté de la capitale des fleurs, avant de s'effondrer d'épuisement aux côtés de Luffy. [Chapitre 1049] |                                                                           |                                           |                                                           |                       |
| 1077 | Baisser de rideau. Vainqueur, Luffy au chapeau de paille !                | 幕引き！勝者 麦わらのルフィ！             | Makuhiki! Shōsha - Mugiwara no Rufi!                      | 24 septembre 2023     |
| Kaido reprend sa forme humaine alors qu'il continue de s'enfoncer dans les profondeurs, jusqu'à tomber dans une immense chambre magmatique sous le pays des Wa, où se trouve également Big Mom. En conséquence, plusieurs fissures commencent à se former sous la mer. Tandis que Yamato rattrape Luffy dans sa chute, le festival de feu se termine à la capitale des fleurs avec les navires célestes qui continuent de s'envoler. Sur Onigashima, Chavipère annonce à toute l'alliance la victoire de Luffy sur Kaido et que Momonosuké a réussi à poser Onigashima en sécurité. Alors que ce dernier annonce à Zunesh qu'il ne souhaite pas ouvrir les frontières du pays des Wa pour le moment, Yamato stoppe les sous-fifres de l'équipage des cent bêtes qui tentent désespérément de continuer la bataille. Pendant ce temps, un séisme survient à la suite de la chute de Kaido et de Big Mom dans la chambre magmatique, suivi d'une éruption sous-marine où se trouvent les corps inanimés des deux Empereurs déchus. Alors que l'éruption surprend les habitants de la capitale des fleurs, Momonosuké arrive pour leur annoncer la nouvelle sous la forme de dragon, ce qui amène les habitants à le prendre pour Kaido. Il désactive donc sa forme humaine et, dans la fumée, plusieurs personnes apparaissent dont Hiyori et Denjiro qui annoncent que le nouveau shogun du pays des Wa est avec eux. [Chapitre 1050] |                                                                           |                                           |                                                           |                       |
| 1078 | Retour au pays. Le shogun de Wano, Kozuki Momonosuké !                    | 帰還！ワノ国将軍 光月モモの助             | Kikan! Wano Kuni Shōgun - Kōzuki Momonosuke               | 1er octobre 2023      |
| Devant le château de la capitale des fleurs, les fourreaux rouges sortent de la fumée et les habitants de la capitale des fleurs préparent les cinéscargots afin de retransmettre l'événement dans tout le pays des Wa. Pendant ce temps, Yamato rencontre l'équipage de Chapeau de paille et leur révèle son identité ainsi que sa volonté de les rejoindre, à leur grande surprise. À la capitale des fleurs, Momonosuké démarre son discours en déclarant que l'oppression du pays des Wa est révolue, et Tama se souvient ainsi de la mort de ses parents ainsi que de sa rencontre avec Hitetsu. Momonosuké révèle ensuite aux habitants que, grâce à l'alliance "ninja-pirate-mink-samouraï", un assaut sur Onigashima a été lancé et que Kaido, Orochi et l'équipage des cent bêtes ont tous été vaincus. Il se déclare ensuite comme nouveau shogun du pays des Wa et il promet de faire de ce pays un paradis, sous les larmes de joie des habitants libérés de 20 années de souffrance. Après son discours, il retrouve sa sœur Hiyori puis il se dirige vers son château avec ses samouraïs. [Chapitre 1051] |                                                                           |                                           |                                                           |                       |
| RP 13 | Épisode spécial. Le jardin secret de Barto, partie 4 !                    | ルフィ先輩応援企画！バルトの秘密の部屋4！ | Rufi Senpai Ōen Kikaku! Baruto no Himitsu no Heya Fōsu!   | 8 octobre 2023        |
| Résumé de la fin du combat entre Monkey D. Luffy de l'équipage de Chapeau de paille et l'Empereur Kaido. |                                                                           |                                           |                                                           |                       |
| 1079 | L'aube est venue. Repos mérité pour Luffy et les siens !                  | 朝が来た！ルフィ達の休息！                | Asa ga Kita! Rufi-tachi no Kyūsoku!                       | 15 octobre 2023       |
| Au château de Pangée en Terre-Sainte de Marie-Joie, le conseil des cinq doyens discutent du retour de "Nika" et du fait que le pays des Wa n'a pas ouvert ses frontières. Sur Onigashima, Hawkins révèle à Drake qu'il avait continué à se battre pour le compte de Kaido durant la bataille bien qu'il sût qu'il n'avait qu'un pour cent de chances de survie, avant de s'effrondrer. Une semaine plus tard, la paix est revenu sur le pays des Wa, alors que Kinémon prévoit de construire un tombeau approprié pour Oden, les seigneurs régionaux ainsi qu'Ashura Doji et Izo, décédé durant la bataille. Dans le château de la capitale des fleurs, Luffy et Zoro se réveillent et bien qu'ils soient confus par la forme adulte de Momonosuké, l'équipage de Chapeau de paille et le clan Kozuki prennent le temps de se détendre dans les sources therales du château avant le prochain banquet que Momonosuké a prévu. Pendant ce temps, au port de Tokage, Usopp et Franky réparent les navires tandis qu'Apoo passe à Kidd et Law le journal avec les nouvelles primes et les noms des nouveaux Empereurs. Au même moment, l'amiral de la Marine Ryokugyu arrive au pays des Wa depuis les airs. [Chapitre 1052] |                                                                           |                                           |                                                           |                       |
| 1080 | La fête de la victoire. Les nouveaux Empereurs des mers !                 | 祝祭の宴！新しき海の皇帝達！              | Shukusai no Utage! Atarashiki Umi no Kōtei-tachi!         | 22 octobre 2023       |
| Malgré la tentative du conseil des cinq doyens de dissimuler la nouvelle transformation de Luffy sur son avis de recherche, Morgans publie les nouvelles primes de Luffy, Law et Kidd, qui s'élèvent toutes les trois à 3 millards de berrys. Alors que le nouveau festival commence à la capitale des fleurs, Robin apprend que Hitetsu Tenguyama est en réalité Sukiyaki Kozuki, l'ancien shogun du pays des Wa et le père d'Oden, qui révèle également que l'arme antique Pluton se trouve dans le pays des Wa. Dans l'ancienne carrière aux prisonniers d'Udon, l'amiral Ryokugyu, de son vrai nom Aramaki, attaque les membres de l'équipage des cent bêtes s'y trouvant, dont King et Queen, et décide de s'en prendre Luffy sans l'approbation de Sakazuki. Dans la capitale des fleurs, Luffy déclare l'ouverture du banquet, et alors que Ryokugyu arrive près de la capitale des fleurs, Kidd révèle à Luffy le nom des nouveaux "Quatre Empereurs" : Shanks le Roux, Marshall D. Teach alias Barbe Noire, Luffy au chapeau de paille et Baggy le clown aux mille pièces. [Chapitre 1053] |                                                                           |                                           |                                                           |                       |
| 1081 | Le monde brûle. L'assaut de l'amiral de la Marine !                       | 世界が燃える！海軍大将襲来！              | Sekai ga Moeru! Kaigun Taishō Shūrai!                     | 29 octobre 2023       |
| À proximité de la capitale des fleurs, les neuf fourreaux rouges, Yamato et Momonosuké combattent ensemble l'amiral de la Marine Ryokugyu, détenteur des pouvoirs du sylvo-fruit, afin de l'empêcher de s'en prendre à Luffy et son équipage. Près des côtes du pays des Wa, Shanks et son équipage naviguent sur leur navire et, après s'être souvenu du vol du fruit du Gum Gum sur le navire du Gouvernement mondial et de sa rencontre avec Luffy au village de Fuchsia, Shanks décide de ne pas retrouver son ami malgré les demandes répétées de ses officiers et il se demande si l'heure n'est pas venu pour lui d'aller s'emparer du "One Piece". Au quartier général de la Marine, Sakazuki discute avec Kizaru et Kurouma des événements survenus lors de la Rêverie, tels que la déclaration de guerre de l'Armée révolutionnaire, l'assassinat de Nefertari Cobra, la disparition de Nefertari Vivi et la tentative d'assassinat sur Saint Charloss. Sabo étant le principal suspect dans la mort de Cobra, il est considéré comme un dieu dans les rangs des révolutionnaires, à tel point qu'il est désormais surnommé "l'empereur des flammes". Sakazuki assure de son côté que pirates comme révolutionnaires, il les attend tous de pied ferme. [Chapitre 1054] |                                                                           |                                           |                                                           |                       |
| 1082 | Nouvelle ère en approche. L'ire de l'Empereur roux !                      | 新時代到来！赤髪の皇帝の怒り              | Shin Jidai Tōrai! Akagami no Kōtei no Ikari               | 5 novembre 2023       |
| Momonosuké, Yamato et les fourreaux rouges continuent de combattre Ryokugyu, mais ce dernier parvient à dessécher Raizo et Shinobu et à enrouler Yamato et le reste des samouraïs dans ses vignes. Pendant ce temps, Law rejoint Robin et Sukiyaki dans les profondeurs du château de la capitale des fleurs, et ce dernier révèle qu'un autre pays des Wa existait sous la mer environ 800 ans plus tôt, avant qu'une muraille ne soit construite autour du pays et que de l'eau de pluie s'accumule, ce qui a conduit les habitants à reconstruire un autre pays à la moitié du mont Fujiyama. L'ancien shogun amène Law et Robin jusqu'au Road Ponéglyphe, et il révèle que l'arme antique Pluton se trouve juste en-dessous, mais que pour la libérer, il faut détruire les murailles de protection et ouvrir le pays des Wa. Près de la capitale des fleurs, Momonosuké continue d'affronter seul Ryokugyu afin de prouver qu'il peut défendre le pays des Wa seul, et il parvient à blesser sérieusement ce dernier grâce à un "souffle ardent", brûlant sa forme d'arbre géant. Cependant, Ryokugyu se regénère et alors qu'il s'apprête à embrocher Momonosuké, l'amiral s'arrête lorsqu'il sent le puissant fluide royal de Shanks que ce dernier déclenche depuis son navire près des côtes du pays des Wa. Alors que l'Empereur demande de loin à l'amiral si cette nouvelle ère l'effraie t-elle tant, Ryokugyu se retire et abandonne sa mission. Depuis la capitale des fleurs, Luffy, Zoro, Sanji et Jinbe ont observé tout le combat sans interférer, et Luffy déclare que le fluide royal qu'il a senti lui rappelait une figure familière. [Chapitre 1055] |                                                                           |                                           |                                                           |                       |
| 1083 | Un monde en mouvement. La création de la Cross Guild !                    | 動く世界！新組織クロスギルド              | Ugoku Sekai! Shin Soshiki Kurosu Girudo                   | 12 novembre 2023      |
| Au château de la capitale des fleurs, Raizo et Shinobu se remettent de leurs blessures après avoir été desséchés par Ryokugyu dans le combat. Caborage et Chavipère annoncent qu'ils vont rester au pays des Wa pour protéger Momonosuké, et qu'ils nomment donc Carrot comme prochain monarque de la principauté de Mokomo. Alors que Sukiyaki révèle être en vie à Momonosuké, Hiyori et aux fourreaux rouges, Luffy et son équipage discutent de l'arme antique Pluton qui se trouve au pays des Wa, sans savoir que Caribou les espionne en étant excité à l'idée de tout révéler sur Pluton ainsi que Poséidon à une certaine personne. Quelques jours plus tard, l'équipage de Chapeau de paille fait ses adieux à tout le monde, sauf à Momonosuké et à Kinémon, et au port de Tokage, Luffy, Law et Kidd choisissent chacun une destination différente. Kidd montre ensuite une affiche qui montre que Crocodile et Mihawk travaillent sous les ordres de l'Empereur Baggy dans une nouvelle société appelée "Cross Guild", qui aurait commencé à mettre des primes sur la tête de certains soldats de la Marine. Law donne à Kidd une copie du Road Ponéglyphe de Kaido, tandis que Kidd et Killer discutent un "homme à la cicatrice de feu" qui aurait des informations cruciales dans la course au "One Piece". Pendant ce temps, à la capitale des fleurs, Yamato parle à Momonosuké et Kinémon depuis le toit du château afin d'annoncer son intention de rejoindre Luffy et son équipage, et de vivre comme Oden Kozuki. [Chapitre 1056] |                                                                           |                                           |                                                           |                       |
| 1084 | À l'heure du départ. Wano et l'équipage au chapeau de paille !            | 旅立ちの時 ワノ国と麦わらの一味           | Tabidachi no Toki - Wano Kuni to Mugiwara no Ichimi       | 19 novembre 2023      |
| L'équipage de Chapeau de paille fait ses adieux aux habitants du pays des Wa et aux minks (hormis Momonosuké, Kinémon et Yamato). |                                                                           |                                           |                                                           |                       |
| 1085 | Rideau. Le serment de Luffy et Momonosuké !                               | 終幕！ルフィとモモの助の誓い              | Shūmaku! Rufi to Momonosuke no Chikai                     | 26 novembre 2023      |
| À la capitale des fleurs, un narrateur commence à raconter l'histoire de la bataille d'Onigasima à de nombreux citoyens réunis dans une salle. Pendant ce temps, Yamato révèle à Kinémon et Momonosuké qu'elle a décidé de ne pas rejoindre l'équipage de Chapeau de paille pour le moment, préférant en apprendre plus sur le monde en voyageant à travers le pays des Wa comme l'avait fait Oden Kozuki. Ils arrivent ensuite au port de Tokage et Momonosuké supplie, en larmes, Luffy et son équipage de rester avec lui tout en les remerciant pour tout ce qu'ils ont fait. Luffy déclare qu'il le considère comme son petit frère, et il donne à Momonosuké son drapeau afin qu'il le fasse flotter au-dessus du pays des Wa pour dissuader toute tentative d'attaque ennemie. Il déclare également qu'il est prêt à accepter Kinémon, Yamato et Momonosuké comme membres d'équipage s'ils décident un jour de devenir pirates, puis l'équipage de Chapeau de paille lève les voiles du pays des Wa alors que Momonosuké promet à Kinémon qu'il surpassera son père. Luffy, Law et Kidd, contre la volonté de leurs équipages respectifs, décident de quitter le pays des Wa en descendant par la cascade au lieu du port d'Hakumai. Au même moment, à la capitale des fleurs, le narrateur continue son histoire avec le récit de la chute de Kaido "le roi dragon" et de Big Mom "la courtisane monstrueuse" provoquées par les pirates enrôlés par Kinémon et Momonosuké, ainsi que des derniers instants d'Orochi qui avait prononcé quelques mots à Hiyori avant de leur rendre l'âme après qu'Hiyori lui ait répondu "Brûler, tel est le propre des Kurozumi". Il conclut son récit en expliquant que grâce à cette nuit de vengeance, le clan Kozuki a été restauré et que les célèbres samouraïs du pays des Wa sont de retour. [Chapitre 1057] |                                                                           |                                           |                                                           |                       |